# Александар Аљехин
Александар Александрович Аљехин (рус. Алекса́ндр Алекса́ндрович Але́хин; Москва, 31. октобар 1892 — Есторил, 24. март 1946) био је руски шахиста, четврти светски шаховски првак. Сматра се једним од најбољих шахиста свих времена.
Већ са двадесет и две године био је међу најбољим шахистима света. Током 1920-их освојио је већину турнира на којима је учествовао. Године 1927. постао је четврти Светски шаховски првак након победе над Капабланком, до тада сматраним непобедивим, у најдужем финалном мечу све до 1985.
Током раних 1930-их, Аљехин је доминирао на турнирима на којима је наступао те осваја два врхунска такмичења са великом разликом. Такође се такмичио као прва табла Француске на четири Шаховске олимпијаде, освајајући индивидуалне награде на свакој. Од средине 1930-их његови турнирски резултати почињу варирати, што се највише приписује алкохолизму. Аљехин је понудио реванш Капабланки под истим условима који су раније њему постављени, али су преговори трајали годинама, без великог помака. У међувремену је са лакоћом одбранио титулу у мечевима против Богољубова 1929. и 1934. Године 1935. изгубио је титулу против Евеа, али је вратио у реваншу 1937. Његови турнирски резултати су и даље били променљиви, у време када се уздижу младе звезде попут Кереса и Фајна, Ботвиник опасно угрожава његову титулу. Преговори за меч са Кересом или Ботвиником бивају прекинути због избијања Другог светског рата у Европи 1939.
Аљехин остаје у окупираној Европи и за време рата учествује на турнирима које су организовали нацисти. У то време се појављују и антисемитски чланци под његовим именом, иако је касније тврдио да су њих заправо написали нацисти. Аљехин је имао добре односе са неколико јеврејских шахиста, а његова четврта жена је била Јеврејка. Након рата је био непожељан међу другим играчима и организатора турнира због поменутих текстова. Преговори са Михаилом Ботвиником за меч за титулу светског првака су били у току, када је Аљехин изненада умро 1946. у Португалу, под неразјашњеним околностима.
Аљехин је био познат по жестоком и маштовитом нападачком стилу, комбинованим са великим позиционим умећем и спретношћу у завршници. Он је такође произвео иновације у широком распону шаховских отварања. Статистичка мерења различито оцењују његову снагу у поређењу са другим играчима, дајући му између четвртог и осамнаестог места у листама најбољих шахиста свих времена. Иако је проглашен „непријатељем Совјетског Савеза”, због антибољшевичких ставова изражених 1927, током 1950-их је посмртно рехабилитован и признат као један од оснивача „совјетске школе”, која је доминирала шахом након Другог светског рата. Високо цењен као шаховски писац и теоретичар, по њему носи име Аљехинова одбрана као и неколико варијација отварања, а такође и неколико студија завршнице. Постоје јаки докази да је Аљехин објавио „побољшане” резултате неких својих партија, мада у једном случају можда није био кривац за то.

## Биографија
Рођен је 31. октобра 1892. године у Москви, у имућној племићкој породици. Његов отац, Александар Иванович Аљехин, био је земљопоседник и посланик конзервативне законодавне „Четврте думе”, а његова мајка Анисја Ивановна Аљехина (рођена Прохорова) је била кћи богатог индустријалца. Прве шаховске лекције добио је од мајке, старијег брата Алексеја и старије сестре Варваре (Барбаре).

### Рана шаховска каријера (1902—1914)
Прва позната Аљехинова партија је била са дописног турнира који је одржан 3. децембра 1902, када је имао десет година. Учествовао је на неколико дописних турнира које је спонзорисао часопис „Шаховски весник”, између 1902. и 1911. Године 1907. одиграо је своје прво званично такмичење, пролећни турнир Шаховског клуба Москва. Касније те године, поделио је 11-13. место на клупском јесењем турниру, а његов старији брат Алексеј 4-6. место. Следеће године освојио је пролећни турнир, са петнаест година. Године 1909. освојио је Сверуско аматерско првенство одржано у Санкт Петербургу. У наредних неколико година учествовао је на све јачим турнирима, од којих су неки били одржани изван Русије. Испрва је бележио променљиве резултате, али се већ са шеснаест година учврстио као један од најбољих играча Русије. Играо је прву таблу у два пријатељска меча репрезентација: Ст. Петербург — Москва 1911, и Москва — Ст. Петербург 1912. (оба пута ремизирао са Еугеном Боровским). Крајем 1911. преселио се у Санкт Петербург, где је уписао Царски правни факултет за више друштвене слојеве. До 1912. био је најјачи играч у Петербуршком клубу. Марта 1912. освојио је Зимски турнир Клуба. Априла исте године освојио је турнир 1. категорије у Санкт Петербуршком клубу. Јануара 1914, Аљехин је победио на свом првом великом руском турниру, делећи прво место са Ароном Нимцовичем на Сверуском мајсторском турниру у Ст. Петербургу. После тога су играли мини меч за прву награду (оба су добили по партију) Аљехин је такође одиграо неколико мечева у том раздобљу, а његови резултати су показивали исти образац: променљиво на почетку, али касније константно добра игра.

### Велемајстор највишег ранга (1914—1927)
Током априла и маја 1914, још један велики турнир је одржан у престоници Руске Империје, Санкт Петербургу, на ком је Аљехин заузео треће место иза Емануела Ласкера и Хосе Раула Капабланке. По неким изворима, цар Николај II Романов је доделио титулу „велемајстора” сваком од пет првопласираних (Ласкер, Капабланка, Аљехин, Тараш и Маршал). Шаховски историчар Едвард Винтер се бавио овим питањем, истакавши да су први подаци који подржавају ову причу чланак Роберта Луиса Тејлора у броју Њујоркера од 15. јуна 1940, и Маршалова аутобиографија „Мојих 50 година шаха” (1942). Аљехина је изненађујући резултат начинио озбиљним кандидатом за Светско првенство у шаху. Без обзира да ли је или није добио ово формално признање „Аљехин је постао велемајстор у својим сопственим очима и у очима публике” . У јулу 1914, Аљехин је поделио прво место у Паризу са Маршалом.

#### Први светски рат и постреволуционарна Русија
У току јула и августа 1914, почетком Првог светског рата, Аљехин је водио на турниру у Манхајму у Немачкој, одржаном поводом 19. конгреса „Немачког шаховског савеза” са девет победа, ремијем и поразом. Добија награду од 1100 марака (што израчунато у данашњој противвредности износи око 11.000 евра). Након објаве рата Русији, једанаест руских играча (Аљехин, Богољубов, Богарчук, Фламберг, Копелман, Малиутин, Рабинович, Романовски, Сабуров, Сележњев, Вајнштајн) бива интернирано у Рајхштат, Немачка. Датума 14, 17. и 29. септембра 1914, четворица од њих (Аљехин, Богарчук, Сабуров и Копелман) бивају ослобођени и допушта им се повратак кући. Аљехин се враћа у Русију крајем октобра 1914. (преко Швајцарске, Италије, Лондона, Стокхолма и Финске). Пети руски играч, Романовски, ослобођен је 1915, а шестом, Фламбергу, је дозвољено да се врати у Варшаву 1916.
.
Након повратка у Русију, Аљехин је помагао у прикупљању новца за помоћ руским шахистима који су остали интернирани у Немачкој играјући егзибиционе симултанке. Децембра 1915, освојио је турнир у Москви. У априлу 1916. добио је мини-меч против Александра Ајвенсона са две победе и поразом у Кијеву, а током лета исте године служио је у Савезу градова (Црвеном крсту) на Аустријском фронту. У септембру је одиграо симултанку на слепо против петорице људи у руској војној болници у Тарнопољу. Године 1918. осваја „Трокружни турнир” у Москви. У јуну наредне године, накратко бива затворен у „Одесиној ћелији смрти” при одсеку Чеке (тајне полиције совјетске Русије) у Одеси, под сумњом да је шпијун. Оптужен је за везе са белом интелигенцијом као њихов контраобавештајац, након руског ослобођења Украјине од немачке окупације. На Западу се појављују гласине да су Аљехина ликвидирали бољшевици.

#### Период 1920—1927.
Када су се услови у Русији побољшали, Аљехин је показао да је међу најјачим руским играчима. Јануара 1920, он је освојио „московски шампионат” (11—11), али није проглашен прваком Москве, јер није био становник града. Такође, октобра 1920. победио је на „Сверуској шаховској олимпијади” у Москви (девет победа, шест ремија, без пораза), а овај турнир бива ретроактивно проглашен за прво првенство Совјетског Савеза. Његов брат Алексеј је заузео треће место на турниру аматера.
Марта 1920, Аљехин се оженио са Александром Батајевом. Развели су се идуће године . Кратко време (1920—21), радио је као преводилац за комунистичку Интернационалу — „Коминтерну”, и бива именован за секретара у уреду за образовање. У том својству, упознао је швајцарску новинарку и изасланицу Коминтерне, Анализу Риг, која је била старија од њега тринаест година, венчавали су се 15. марта 1921. Убрзо након тога, добио је дозволу да са супругом напусти Русију ради посете Западу, али се из те посете никада није вратио. Јуна 1921, Аљехин напушта супругу у Паризу и сели се за Берлин.
У овом периоду од 1921. до 1923, Аљехин је одиграо седам мини мечева. Прво, 1921. године у Москви, побеђује Николаја Григоријева (+2-0=5). Затим након одласка из Русије, ремизира са Ричардом Тичманом (+2-2=2) и побеђује Фридриха Семиша (+2-0=0) у Берлину. А, 1922. године побеђује Јосипа Бернштајна (+1-0=1) и Арнолда Ербаха (+1-0=1), у мечевима одиграним у Паризу, и Мануела Голмаја (+1-0=1) у мечу одиграном у Мадриду. Коначно 1923, добија Андреа Муфанга (+2-0=0) у Паризу.
Од 1921—27, Аљехин је освојио или поделио прво место на око две трећине од многих турнира на којима је играо. Најмање награде за постигнуте резултате су биле кравата за треће место на турниру у Бечу 1922, иза Акибе Рубинштајна и Ричарда Ретија и треће место у Њујорку 1924, иза бившег шампиона света Емануела Ласкера и актуелног шампиона Хосе Раула Капабланке (али испред Френк Џејмс Маршала, Ричарда Ретија, Гезе Мароција, Ефима Богољубова, Хавијера Тартаковера, Фредерика Јејтса, Едварда Ласкера и Давида Јановског). Технички, Аљехинова игра је углавном била боља од игре конкурената, чак и Капабланке, али је проблем био недостатак самопоуздања у партијама против највећих ривала.
Аљехину је у целом овом периоду главни циљ био организовати меч са Капабланком. Сматрао је да највећа препрека није Капабланкина игра, већ један услов из „Лондонских правила 1922”, (на коме је сам Капабланка инсистирао) према ком изазивач мора обезбедити 10.000 америчких долара, од којих више од пола припада браниоцу титуле, чак и у случају пораза (10.000 долара је 1927. вредело као 391.000 $, 2006. године). Аљехин у новембру 1921, а Рубинштајн и Арон Нимцович 1923. изазивају Капабланку, али безуспешно покушавају да сакупе поменуту суму. Прикупљање новца је Аљехину био примарни циљ, тако да чак и одлази на турнеју, играјући егзибиционе симултанке за скромне накнаде из дана у дан. У Њујорку, 27. априла 1924, оборио је светски рекорд играјући симултанку наслепо на двадесет и шест табли (претходни рекорд је био двадесет и пет, који је поставио Гул Брејер), добивши шеснаест, ремизиравши и изгубивши по пет партија, након дванаест сати игре. Оборио је сопствени рекорд 1. фебруара 1925, играјући у Паризу везаних очију симултанку истовремено на двадесет и осам табли, остваривши притом двадесет и две победе, три ремија и три пораза.
Током 1925. постао је француски држављанин и уписао је правни факултет на Сорбони. Иако се извори не слажу око тога да ли је завршио те студије, током 1930-их је био познат као „др Аљехин”. Тема његове тезе је била „Кинески затворски систем”. Он је међутим, још 1914. дипломирао право у Санкт Петербургу, али се њиме није никада бавио .
Октобра 1926, победио је на турниру у Буенос Ајресу. Од децембра 1926. до јануара 1927, играо је меч против Макса Евеа и побеђује (5,5-4,5). Исте године се оженио по трећи пут, сада са Надеждом Василијев (девојачко Фабрицки), старијом женом, удовицом руског генерала В. Василијева.

### Светски шаховски првак, прва владавина (1927—1935)
Аљехин је 1927. коначно успео изазвати Капабланку, након што је иза њега стала група аргентинских бизнисмена и сам председник Аргентине, који су гарантовали средства, а меч је организован у шаховском клубу (шп. Club de ajedrez Argentino) из Буенос Ајреса. Меч је одржан од септембра до новембра 1927, у Буенос Ајресу, а Аљехин осваја титулу резултатом +6-3=25. Ово је био формално најдуже играни меч за титулу првака све до 1984. и дуела Анатолија Карпова и Гарија Каспарова. Резултат меча је изненадио готово цео шаховски свет, јер претходно Аљехин никада није добио ни једну партију против Кубанца. Након Капабланкине смрти и сам Аљехин је изразио изненађење својом победом, сматрајући да 1927. он није био бољи играч од Кубанца, указујући на Капабланкине проблеме са самопоуздањем када ствари крену непредвиђеним током. Капабланка је ушао у меч без физичке и психичке припреме, док је Аљехин био у добром физичком стању, детаљно простудиравши противникову игру. Према Каспарову, Аљехинове анализе откривају многе ситне слабости, које су постојале, јер Капабланка није радио на побољшању игре. Владимир Крамник додаје да је то био први меч у којем Капабланка није лако добијао партије.
Током целог меча из 1927. водила се жестока борба, која је трајала готово два и по месеца. Аљехин добија прву партију као црни играјући француску одбрану, уз Капабланкину помало пасивну игру у средишњици; ово је уједно била и његова прва победа над Кубанцем у неком озбиљнијем такмичењу, након 13 година покушавања. Капабланка изједначује у трећој партији, а затим добија и седму, обе са белим фигурама, те тако прелази у вођство. Аљехин везује две победе у 11. и 12. партији након што је у обе свог противника приморао на предају, те поново преузима вођство. Чак је и након 31. партије водио четири према три уз двадесет и четири ремија, те је изгледало да ће меч трајати још неколико недеља. Аљехин потом добија 32. и 34. партију док у 33. ремизира да би потврдио титулу. Капабланка није добио ни један меч као црни, док је Аљехин са истим фигурама добио чак три партије. Током целог меча Аљехин је играо много опрезније, солидније и тише него у претходним сусретима са Капабланком, избегавајући непотребне или нездраве тактичке авантуре које су га често у претходним мечевима доводиле до пораза. Чини се да је његова стратегија била чекање да се шампион умори и ослаби, што се на крају вероватно и десило. Што се тиче отварања, оба играча су фаворизовала различите облике даминог гамбита у већини игара, избегавајући оштрија и мање анализирана хипермодерна отварања. Током целе своје професионалне каријере, Капабланка није био изазиван нити притискан већим бројем узастопних веома тешких партија, на начин на који је то Аљехин постигао.
Одмах након победе, Аљехин најављује да је спреман дати реванш Капабланки, под истим условима које је тражио и Капабланка, тј. да изазивач треба да обезбеди суму од 10.000 долара, од чега више од пола припада браниоцу титуле, чак и у случају пораза. Након Капабланкине смрти, Аљехин је изјавио да је тај чувени услов заправо био покушај Кубанца да избегне изазиваче. Преговори су се вукли неколико година, прекидајући се када се чинило да је договор постигнут. Временом је њихов однос јако захладнео, а Аљехин почиње тражити много веће суме за учешће на турнирима где наступа и Капабланка.
Велемајстор Роберт Бирн је писао да је од тада Аљехин свесно за наредне мечеве фаворизовао нешто слабије противнике уместо опције да Кубанцу пружи реванш.
Иако се никада није договорио око услова реванша са Капабланком, играо је два меча са Ефимом Богољубовим, „службеним ФИДЕ изазивачем”, 1929. и 1934, оба пута добија хендикеп. Први меч је одржан у Висбадену, Хајделбергу, Берлину, Хагу и Амстердаму од септембра до новембра 1929. Аљехин је одбранио титулу резултатом (+11-5=9). Од априла до јуна 1934, поново се суочава са Богољубовим у реванш мечу одржаном у дванаест немачких градова и добија га са пет поена разлике (+8-3=15). Већ 1929, Ефим је имао четрдесет година и вероватно је и његов играчки зенит био прошао.
Након меча за титулу првака, Аљехин се враћа у Париз и говори против бољшевизма. Након тога, Николај Криленко, председник Совјетског шаховског савеза, објављује службени меморандум у ком наводи да Аљехина треба сматрати непријатељем Совјета. Совјетски шаховски савез прекида сваки контакт са Аљехином до краја 1930-их. Његов старији брат Алексеј, са којим је имао веома близак однос, јавно одбацује и њега и његова антисовјетска гледишта убрзо након ове објаве, но Алексеј је имао врло мало избора при доношењу ове одлуке. Августа 1939, Алексеј бива убијен у Русији.
Аљехин је доминирао шахом средином 1930-их. Његове најчувеније турнирске победе су биле у Сан Рему 1930. (+13=2, 3,5 поена испред Нимцовича) и на шаховском турниру на Бледу 1931. (+15=11, 5,5 поена испред Богољубова). Осваја већину других турнира на којима је играо, дели прво место у два, а његово прво слабије место бива на шаховском турниру у Хејстингсу (дели друго место, 0,5 поена иза Сало Флора), 1933/34. Године 1933, такође добија егзибициони меч са Рафаелом Кинтоном (+4-0=0) у Сан Хуану, али добија само реми против Јосипа Бернштајна (+1-1=2) у Паризу.
Од 1930. до 1935, Аљехин наступа као прва табла Француске на четири шаховске олимпијаде, освојивши: прву награду за бриљантност у Хамбургу 1930, златну медаљу за игру у Прагу 1931. и Фолкстоуну 1933, и сребрну медаљу за дуел један на један у Варшави 1935. Његов пораз од летонског мајстора Херманиса Матисонса у Прагу 1931, је био уједно и његов први пораз на неком озбиљнијем шаховском надметању од освајања светског шампионата.
Раних 1930-их, путовао је по свету играјући симултанке попут оних на Хавајима, у Токију, Манили, Сингапуру, Шангају, Хонгконгу и Холандској источној Индији. Јула 1933, играо је симултанку наслепо истовремено на тридесет и две табле (поново светски рекорд) у Чикагу, добивши деветнаест, ремизиравши девет и изгубивши четири партије .
Четврти пут се оженио 1934, сада са Грејс Фриман (девојачко Вишард), шеснаест година старијом од њега. Фриманова, рођена Американка, удовица британског власника плантаже чаја на Цејлону, задржала је до краја живота своје британско држављанство и остала је у браку са Александром све до његове смрти.

### Губитак титуле првака (1935—1937)
Године 1933, холандски шахиста Макс Еве изазива Аљехина за титулу првака. Еве је раних 1930-их, сматран једним од три достојна изазивача (поред Капабланке и Салоа Флора). Меч за титулу је почео 3. октобра 1935, у Цандворту, Холандија. Иако је Аљехин стекао рано вођство, од тринаесте партије надаље Еве добија двоструко више партија од Аљехина. Изазивач је постао нови првак света 15. децембра 1935, резултатом девет победа, тринаест ремија и осам пораза. Ово је уједно био и први меч за титулу који је имао службене секунданте: Аљехинов је био Сало Ландау, а Евеов, Геза Мароци. Евеова победа је била велико изненађење и понекад се приписује Аљехиновом алкохолизму. Флор, који је такође помогао Евеу у току меча, истиче да је Аљехину више проблема направило превелико самопоуздање неголи алкохол, а и сам Аљехин је раније рекао да ће лако победити. Каснији светски прваци Василиј Смислов, Борис Спаски, Анатолиј Карпов и Гари Каспаров, који су анализирали меч за своје потребе, су потврдили да је Евеова победа била оправдана и да је стандард његове игре био достојан Светског првенства.
У осамнаест месеци по губитку титуле, Аљехин је наступио на десет турнира, са променљивим резултатима: поделио је прво место са Кересом на шаховском турниру у Бад Нојхајму маја 1936; победио је у Дрездену јуна 1936; осваја друго место, иза Флора, јула 1936. на шаховском турниру у Подербради; био је шести августа 1936. на шаховском турниру у Нотингему, иза Капабланке, Михаила Ботвиника, Рубена Фајна, Самјуела Решевског и Евеа; октобра 1936. бива трећи у Амстердаму, иза Евеа и Фајна; дели прво место са Салом Ландауом на „Квадрингалу” у Амстердаму, такође октобра 1936; осваја Новогодишњи шаховски турнир у Хејстингсу 1936/37, испред Фајна и Ерика Елискасеса; победио је на „Квадрингалу” у Ници марта 1937; трећи је, иза Кереса и Фајна у Маргејту, априла 1937; дели четврто место са Кересом, иза Флора, Решевског и Владимира Петровса у Кемерију јуна и јула 1937; затим дели другу позицију са Богољубовим, иза Евеа, на „Квадрингалу” у Бад Нојхајму, јула 1937.

### Повратак титуле и друга владавина (1937—1946)

#### 1937—1939.
Макс Еве је брзо организовао реванш меч, нешто што Капабланка никако није успео након 1927. Аљехин је повратио титулу од Евеа децембра 1937, са великом разликом (+10-4=11). У овом мечу који је одржан у Холандији, Евеов секундант је био Рубен Фајн, а Аљехинов, Ерик Елискасес. Меч је у почетку био права борба, али је у финишу Еве драстично попустио, изгубивши четири од последњих пет партија. Фајн је овај колапс приписао нервној напетости, до које је вероватно дошло због великог труда да се подједнако одрже мирноћа и концентрација током целог меча. Аљехин више није играо шампионске мечеве и држао је титулу до смрти.
Година 1938. почиње сјајно за Аљехина, јер осваја Монтевидео турнир у Караску (март), Маргејт (април), и дели прво место са сером Џорџом Аланом Томасом у Плимуту (септембар). У новембру, међутим, дели 4—6. место са Евеом и Решевским, иза Кереса, Фајна и Ботвиника, али испред Капабланке и Флора, на познатом АВРО турниру у Холандији. Овај турнир је игран у сваком од неколико градова домаћина за неколико дана у исто време, те због тога можда и не чуди што су младе звезде у успону освојиле прва три места, док су за старије играче честа путовања била врло напорна.
Одмах након АВРО турнира, Ботвиник, који је заузео треће место, изазива Аљехина за титулу првака. Сложили су се да наградни фонд буде 10.000 америчких долара од којих две трећине иду победнику, и да ће, ако меч буде одржан у Москви, Аљехин бити позван најмање три месеца раније, како би учествовао на турниру и како би се добро припремио. Остали детаљи нису били уговорени када је избио Други светски рат, што је прекинуло преговоре, који су обновљени тек након рата.
Паул Керес, освајач АВРО турнир на продужетке против Фајна, такође је изазвао Аљехина у мечу за титулу. Преговори су вођени током 1939, када избија рат. Током рата Кересова домовина, Естонија, бива нападнута од Совјетског Савеза, затим од Немачке, а онда поново од Совјетског Савеза. На крају рата, совјетска влада спречава Кереса да настави преговоре, на основу оптужбе да је током рата сарађивао са Немцима у окупираној Естонији.
Аљехин је као прва табла представљао Француску на осмој Шаховској олимпијади у Буенос Ајресу 1939, када избија рат у Европи. У договору са капитенима екипа, пре свега са Аљехином (Француска), Тартаковером (Пољска) и Албертом Бекером (Немачка) уз председника аргентинског шаховског савеза, Аугуста де Мура, одлучено је да се настави са такмичењем.
Освојио је сребрну медаљу у појединачној конкуренцији (девет победа, без пораза и седам ремија) иза Капабланке (само резултати из А и B финала — одвојено за оба дела, рачунатим за најбоље појединачне резултате). Убрзо након Олимпијаде, Аљехин осваја шаховски турнир у Монтевидеу (7—7) и Каракасу (10—10).
Крајем августа 1939, и Аљехин и Капабланка пишу де Муроу о могућности реванш меча. Док су се претходни преговори сводили на гаранцију да се меч уопште одигра, наводећи жељу Кубанца да се и реванш одржи у аргентинској престоници, потоњи преговори су проширени на договоре о висини наградног фонда о коме се разговарало након Олимпијаде . Подржан латиноамеричком финансијском инјекцијом, Капабланка шаље понуду у новембру. Међутим, ови планови нису имали реалну основу у понуђеном депозиту (говорило се о суми од 10.000 долара у злату), тако да није ни дошло до меча чији је почетак планиран за 14. април 1940.

#### Други светски рат (1939—1945)
За разлику од многих учесника Шаховске олимпијаде из 1939, Аљехин се вратио у Европу јануара 1940. године. Након кратког боравка у Португалу, пријавио се у француску војску као санитетски официр.
Након пада Француске (јуна 1940), бежи у Марсељ. Покушава да оде у Америку преко Лисабона, где подноси захтев за америчку визу. Октобра 1940, поново је покушао да добије дозволу, али овога пута за одлазак на Кубу, обећавши да ће одиграти меч са Капабланком. Овај захтев је одбијен.
Да би заштитио своју жену Грејс, која је била америчка Јеврејка, и њену имовину у Француској (дворац Сен Обин ле Чаф, у близини градића Дипе, кога су нацисти опљачкали), пристао је на сарадњу са њима . Учествовао је на турнирима у Минхену, Салцбургу, Кракову-Варшави, и Прагу, које је организовао Ерхард Пост, извршни директор Великонемачког шаховског савеза  , који су контролисали нацисти. Керес, Богољубов, Гота Столц, и неколико других мајстора је узимало учешће у сличним догађајима у окупираној Европи. Године 1941, поделио је друго место са Ериком Лундином у Минхену (Европа-турнир, који је одржан у септембру, а освојио га је Столц), такође је поделио прво место са Полом Феликсом Шмитом на турниру Кракову-Варшави (други Генерал-турнир, одржан у октобру), а освојио је турнир у Мадриду (децембар). Следеће године освојио је турнир у Салцбургу (јуна 1942) и Минхену (септембра 1942; нацисти су овај турнир назвали, у преводу „Европско првенство”). Касније 1942. победио је у Варшава-Лублин-Кракову (трећи Генерал, октобра 1942), а дели прво место са Клаусом Јунгеом у Прагу (Дурасов меморијал; децембра 1942). Током 1943, ремизирао је у мини мечу против Богољубова у Варшави (+1-1, март 1943), освојио турнир у Прагу (априла 1943), а затим је поделио прво место са Кересом у Салцбургу (јуна 1943).
До краја 1943, Аљехин је боравио у Шпанији и Португалу као немачки представник за шаховска збивања. Ово му је такође дозвољено и да би био далеко од совјетске инвазије на источну Европу. Године 1944, једва побеђује у мечу против Рамона Реја Ардида у Сарагоси (+1-0=3; априла 1944) и осваја Хихон (јула 1944). Следеће године, победио је у Мадриду (марта 1945), поделио друго место са Антониом Медином у Хихону (јула 1945; турнир осваја Антонио Рико), освојио Сабаделу (августа 1945), поделио прво место са Ф. Лопез Њуњезом у Алмерији (августа 1945), освојио Меиљу (септембра 1945) и заузео је друго место у Касересу, иза Франческа Лупија (јесен 1945).
Последњи меч Аљехин је одиграо против Франческа Лупија у Есторилу крај Лисабона, у Португалији, јануара 1946. Добио је две партије, једну изгубио и једну ремизирао.
Аљехина је заинтересовао напредак шаховског чуда од детета Артура Помара, и део своје последње књиге („Legado”, 1946) је посветио управо њему. Играли су у Хихону 1944, када је Помар, са свега дванаест година, изборио заслужени реми са шампионом.

### Последња година
Након завршетка рата, Аљехин није позиван да учествује на турнирима мимо Пиринејског полуострва, због своје наводне везе са нацистима. Позив на турнир у Лондону је повучен, након протеста осталих учесника. Док се припремао за меч светског првака против Ботвиника, изненада је умро у својој хотелској соби у Есторилу, Португал. Околности његове смрти су и данас предмет расправа. Најчешће је приписују срчаном удару, али је у писму магазину „Шаховски живот” једног од сведока аутопсије речено да је прави узрок смрти гушење комадом меса. Неки су спекулисали да га је убила француска организација „Легије смрти”. Неколико година касније, Аљехинов син, Александар, је изјавио да је „рука Москве стигла и његовог оца”.
Канадски велемајстор Кевин Шпаргет, који је живео у Португалу од краја 1980-их, а који је темељно истраживао Аљехинову смрт, такође наводи ову опцију као највероватнију. Шпаргет сматра да је врло могуће да су злочин и обдукцију изманипулисала португалска тајна полиција — PIDE. Он верује да је Аљехин убијен изван своје собе, вероватно од стране Совјета.
Сахрану је спонзорисала ФИДЕ, а тело је пренето на гробље Монпарнас у Паризу 1956.

## Оцена

### Снага игре и стил
Различити статистичко-рангирајући системи се веома разликују у оцени Аљехинове игре. Warriors of the Mind му додељује тек 18. место на листи најјачих шахиста, коментаришући да победе над играчима као што су Богољубов или Еве нису довољно јака основа за титулу највећег у историји. Али, на веб-сајту Chessmetrics је сврстан између четвртог и осмог места, зависно од квалитета игре на врхунцу каријере у поређењу са зенитом конкурената, а закључак је да је његов врхунац био нешто јачи него Ласкеров или Капабланкин, али ипак нешто слабији од Ботвиниковог. Аутор овог сајта, Џеф Сонас, на основу упоредних оцена сматра да је он шести најбољи у историји. Исти аутор сматра да је Аљехинова победа на шаховском турниру у Санрему 1930, шести најбољи наступ на турнирима икада. У својој књизи из 1978. године, Оцена великих шахиста прошлости и садашњости, Арпад Ело изводи закључке на основу учинка играча у пет година каријере када су били на врхунцу. Он закључује да Аљехин дели пето место на листи највећих у историји (заједно са Морфијем и Смисловим), али иза Капабланке, Ботвиника, Ласкера и Таља.
|   | a | b | c | d | e | f | g | h |   |
| 8 | a8 black rook · b8 black knight · c8 black bishop · d8 black queen · e8 black king · f8 black bishop · h8 black rook · a7 black pawn · b7 black pawn · c7 black pawn · d7 black pawn · e7 black pawn · f7 black pawn · g7 black pawn · h7 black pawn · f6 black knight · e4 white pawn · a2 white pawn · b2 white pawn · c2 white pawn · d2 white pawn · f2 white pawn · g2 white pawn · h2 white pawn · a1 white rook · b1 white knight · c1 white bishop · d1 white queen · e1 white king · f1 white bishop · g1 white knight · h1 white rook | a8 black rook · b8 black knight · c8 black bishop · d8 black queen · e8 black king · f8 black bishop · h8 black rook · a7 black pawn · b7 black pawn · c7 black pawn · d7 black pawn · e7 black pawn · f7 black pawn · g7 black pawn · h7 black pawn · f6 black knight · e4 white pawn · a2 white pawn · b2 white pawn · c2 white pawn · d2 white pawn · f2 white pawn · g2 white pawn · h2 white pawn · a1 white rook · b1 white knight · c1 white bishop · d1 white queen · e1 white king · f1 white bishop · g1 white knight · h1 white rook | a8 black rook · b8 black knight · c8 black bishop · d8 black queen · e8 black king · f8 black bishop · h8 black rook · a7 black pawn · b7 black pawn · c7 black pawn · d7 black pawn · e7 black pawn · f7 black pawn · g7 black pawn · h7 black pawn · f6 black knight · e4 white pawn · a2 white pawn · b2 white pawn · c2 white pawn · d2 white pawn · f2 white pawn · g2 white pawn · h2 white pawn · a1 white rook · b1 white knight · c1 white bishop · d1 white queen · e1 white king · f1 white bishop · g1 white knight · h1 white rook | a8 black rook · b8 black knight · c8 black bishop · d8 black queen · e8 black king · f8 black bishop · h8 black rook · a7 black pawn · b7 black pawn · c7 black pawn · d7 black pawn · e7 black pawn · f7 black pawn · g7 black pawn · h7 black pawn · f6 black knight · e4 white pawn · a2 white pawn · b2 white pawn · c2 white pawn · d2 white pawn · f2 white pawn · g2 white pawn · h2 white pawn · a1 white rook · b1 white knight · c1 white bishop · d1 white queen · e1 white king · f1 white bishop · g1 white knight · h1 white rook | a8 black rook · b8 black knight · c8 black bishop · d8 black queen · e8 black king · f8 black bishop · h8 black rook · a7 black pawn · b7 black pawn · c7 black pawn · d7 black pawn · e7 black pawn · f7 black pawn · g7 black pawn · h7 black pawn · f6 black knight · e4 white pawn · a2 white pawn · b2 white pawn · c2 white pawn · d2 white pawn · f2 white pawn · g2 white pawn · h2 white pawn · a1 white rook · b1 white knight · c1 white bishop · d1 white queen · e1 white king · f1 white bishop · g1 white knight · h1 white rook | a8 black rook · b8 black knight · c8 black bishop · d8 black queen · e8 black king · f8 black bishop · h8 black rook · a7 black pawn · b7 black pawn · c7 black pawn · d7 black pawn · e7 black pawn · f7 black pawn · g7 black pawn · h7 black pawn · f6 black knight · e4 white pawn · a2 white pawn · b2 white pawn · c2 white pawn · d2 white pawn · f2 white pawn · g2 white pawn · h2 white pawn · a1 white rook · b1 white knight · c1 white bishop · d1 white queen · e1 white king · f1 white bishop · g1 white knight · h1 white rook | a8 black rook · b8 black knight · c8 black bishop · d8 black queen · e8 black king · f8 black bishop · h8 black rook · a7 black pawn · b7 black pawn · c7 black pawn · d7 black pawn · e7 black pawn · f7 black pawn · g7 black pawn · h7 black pawn · f6 black knight · e4 white pawn · a2 white pawn · b2 white pawn · c2 white pawn · d2 white pawn · f2 white pawn · g2 white pawn · h2 white pawn · a1 white rook · b1 white knight · c1 white bishop · d1 white queen · e1 white king · f1 white bishop · g1 white knight · h1 white rook | a8 black rook · b8 black knight · c8 black bishop · d8 black queen · e8 black king · f8 black bishop · h8 black rook · a7 black pawn · b7 black pawn · c7 black pawn · d7 black pawn · e7 black pawn · f7 black pawn · g7 black pawn · h7 black pawn · f6 black knight · e4 white pawn · a2 white pawn · b2 white pawn · c2 white pawn · d2 white pawn · f2 white pawn · g2 white pawn · h2 white pawn · a1 white rook · b1 white knight · c1 white bishop · d1 white queen · e1 white king · f1 white bishop · g1 white knight · h1 white rook | 8 |
| 7 | a8 black rook · b8 black knight · c8 black bishop · d8 black queen · e8 black king · f8 black bishop · h8 black rook · a7 black pawn · b7 black pawn · c7 black pawn · d7 black pawn · e7 black pawn · f7 black pawn · g7 black pawn · h7 black pawn · f6 black knight · e4 white pawn · a2 white pawn · b2 white pawn · c2 white pawn · d2 white pawn · f2 white pawn · g2 white pawn · h2 white pawn · a1 white rook · b1 white knight · c1 white bishop · d1 white queen · e1 white king · f1 white bishop · g1 white knight · h1 white rook | a8 black rook · b8 black knight · c8 black bishop · d8 black queen · e8 black king · f8 black bishop · h8 black rook · a7 black pawn · b7 black pawn · c7 black pawn · d7 black pawn · e7 black pawn · f7 black pawn · g7 black pawn · h7 black pawn · f6 black knight · e4 white pawn · a2 white pawn · b2 white pawn · c2 white pawn · d2 white pawn · f2 white pawn · g2 white pawn · h2 white pawn · a1 white rook · b1 white knight · c1 white bishop · d1 white queen · e1 white king · f1 white bishop · g1 white knight · h1 white rook | a8 black rook · b8 black knight · c8 black bishop · d8 black queen · e8 black king · f8 black bishop · h8 black rook · a7 black pawn · b7 black pawn · c7 black pawn · d7 black pawn · e7 black pawn · f7 black pawn · g7 black pawn · h7 black pawn · f6 black knight · e4 white pawn · a2 white pawn · b2 white pawn · c2 white pawn · d2 white pawn · f2 white pawn · g2 white pawn · h2 white pawn · a1 white rook · b1 white knight · c1 white bishop · d1 white queen · e1 white king · f1 white bishop · g1 white knight · h1 white rook | a8 black rook · b8 black knight · c8 black bishop · d8 black queen · e8 black king · f8 black bishop · h8 black rook · a7 black pawn · b7 black pawn · c7 black pawn · d7 black pawn · e7 black pawn · f7 black pawn · g7 black pawn · h7 black pawn · f6 black knight · e4 white pawn · a2 white pawn · b2 white pawn · c2 white pawn · d2 white pawn · f2 white pawn · g2 white pawn · h2 white pawn · a1 white rook · b1 white knight · c1 white bishop · d1 white queen · e1 white king · f1 white bishop · g1 white knight · h1 white rook | a8 black rook · b8 black knight · c8 black bishop · d8 black queen · e8 black king · f8 black bishop · h8 black rook · a7 black pawn · b7 black pawn · c7 black pawn · d7 black pawn · e7 black pawn · f7 black pawn · g7 black pawn · h7 black pawn · f6 black knight · e4 white pawn · a2 white pawn · b2 white pawn · c2 white pawn · d2 white pawn · f2 white pawn · g2 white pawn · h2 white pawn · a1 white rook · b1 white knight · c1 white bishop · d1 white queen · e1 white king · f1 white bishop · g1 white knight · h1 white rook | a8 black rook · b8 black knight · c8 black bishop · d8 black queen · e8 black king · f8 black bishop · h8 black rook · a7 black pawn · b7 black pawn · c7 black pawn · d7 black pawn · e7 black pawn · f7 black pawn · g7 black pawn · h7 black pawn · f6 black knight · e4 white pawn · a2 white pawn · b2 white pawn · c2 white pawn · d2 white pawn · f2 white pawn · g2 white pawn · h2 white pawn · a1 white rook · b1 white knight · c1 white bishop · d1 white queen · e1 white king · f1 white bishop · g1 white knight · h1 white rook | a8 black rook · b8 black knight · c8 black bishop · d8 black queen · e8 black king · f8 black bishop · h8 black rook · a7 black pawn · b7 black pawn · c7 black pawn · d7 black pawn · e7 black pawn · f7 black pawn · g7 black pawn · h7 black pawn · f6 black knight · e4 white pawn · a2 white pawn · b2 white pawn · c2 white pawn · d2 white pawn · f2 white pawn · g2 white pawn · h2 white pawn · a1 white rook · b1 white knight · c1 white bishop · d1 white queen · e1 white king · f1 white bishop · g1 white knight · h1 white rook | a8 black rook · b8 black knight · c8 black bishop · d8 black queen · e8 black king · f8 black bishop · h8 black rook · a7 black pawn · b7 black pawn · c7 black pawn · d7 black pawn · e7 black pawn · f7 black pawn · g7 black pawn · h7 black pawn · f6 black knight · e4 white pawn · a2 white pawn · b2 white pawn · c2 white pawn · d2 white pawn · f2 white pawn · g2 white pawn · h2 white pawn · a1 white rook · b1 white knight · c1 white bishop · d1 white queen · e1 white king · f1 white bishop · g1 white knight · h1 white rook | 7 |
| 6 | a8 black rook · b8 black knight · c8 black bishop · d8 black queen · e8 black king · f8 black bishop · h8 black rook · a7 black pawn · b7 black pawn · c7 black pawn · d7 black pawn · e7 black pawn · f7 black pawn · g7 black pawn · h7 black pawn · f6 black knight · e4 white pawn · a2 white pawn · b2 white pawn · c2 white pawn · d2 white pawn · f2 white pawn · g2 white pawn · h2 white pawn · a1 white rook · b1 white knight · c1 white bishop · d1 white queen · e1 white king · f1 white bishop · g1 white knight · h1 white rook | a8 black rook · b8 black knight · c8 black bishop · d8 black queen · e8 black king · f8 black bishop · h8 black rook · a7 black pawn · b7 black pawn · c7 black pawn · d7 black pawn · e7 black pawn · f7 black pawn · g7 black pawn · h7 black pawn · f6 black knight · e4 white pawn · a2 white pawn · b2 white pawn · c2 white pawn · d2 white pawn · f2 white pawn · g2 white pawn · h2 white pawn · a1 white rook · b1 white knight · c1 white bishop · d1 white queen · e1 white king · f1 white bishop · g1 white knight · h1 white rook | a8 black rook · b8 black knight · c8 black bishop · d8 black queen · e8 black king · f8 black bishop · h8 black rook · a7 black pawn · b7 black pawn · c7 black pawn · d7 black pawn · e7 black pawn · f7 black pawn · g7 black pawn · h7 black pawn · f6 black knight · e4 white pawn · a2 white pawn · b2 white pawn · c2 white pawn · d2 white pawn · f2 white pawn · g2 white pawn · h2 white pawn · a1 white rook · b1 white knight · c1 white bishop · d1 white queen · e1 white king · f1 white bishop · g1 white knight · h1 white rook | a8 black rook · b8 black knight · c8 black bishop · d8 black queen · e8 black king · f8 black bishop · h8 black rook · a7 black pawn · b7 black pawn · c7 black pawn · d7 black pawn · e7 black pawn · f7 black pawn · g7 black pawn · h7 black pawn · f6 black knight · e4 white pawn · a2 white pawn · b2 white pawn · c2 white pawn · d2 white pawn · f2 white pawn · g2 white pawn · h2 white pawn · a1 white rook · b1 white knight · c1 white bishop · d1 white queen · e1 white king · f1 white bishop · g1 white knight · h1 white rook | a8 black rook · b8 black knight · c8 black bishop · d8 black queen · e8 black king · f8 black bishop · h8 black rook · a7 black pawn · b7 black pawn · c7 black pawn · d7 black pawn · e7 black pawn · f7 black pawn · g7 black pawn · h7 black pawn · f6 black knight · e4 white pawn · a2 white pawn · b2 white pawn · c2 white pawn · d2 white pawn · f2 white pawn · g2 white pawn · h2 white pawn · a1 white rook · b1 white knight · c1 white bishop · d1 white queen · e1 white king · f1 white bishop · g1 white knight · h1 white rook | a8 black rook · b8 black knight · c8 black bishop · d8 black queen · e8 black king · f8 black bishop · h8 black rook · a7 black pawn · b7 black pawn · c7 black pawn · d7 black pawn · e7 black pawn · f7 black pawn · g7 black pawn · h7 black pawn · f6 black knight · e4 white pawn · a2 white pawn · b2 white pawn · c2 white pawn · d2 white pawn · f2 white pawn · g2 white pawn · h2 white pawn · a1 white rook · b1 white knight · c1 white bishop · d1 white queen · e1 white king · f1 white bishop · g1 white knight · h1 white rook | a8 black rook · b8 black knight · c8 black bishop · d8 black queen · e8 black king · f8 black bishop · h8 black rook · a7 black pawn · b7 black pawn · c7 black pawn · d7 black pawn · e7 black pawn · f7 black pawn · g7 black pawn · h7 black pawn · f6 black knight · e4 white pawn · a2 white pawn · b2 white pawn · c2 white pawn · d2 white pawn · f2 white pawn · g2 white pawn · h2 white pawn · a1 white rook · b1 white knight · c1 white bishop · d1 white queen · e1 white king · f1 white bishop · g1 white knight · h1 white rook | a8 black rook · b8 black knight · c8 black bishop · d8 black queen · e8 black king · f8 black bishop · h8 black rook · a7 black pawn · b7 black pawn · c7 black pawn · d7 black pawn · e7 black pawn · f7 black pawn · g7 black pawn · h7 black pawn · f6 black knight · e4 white pawn · a2 white pawn · b2 white pawn · c2 white pawn · d2 white pawn · f2 white pawn · g2 white pawn · h2 white pawn · a1 white rook · b1 white knight · c1 white bishop · d1 white queen · e1 white king · f1 white bishop · g1 white knight · h1 white rook | 6 |
| 5 | a8 black rook · b8 black knight · c8 black bishop · d8 black queen · e8 black king · f8 black bishop · h8 black rook · a7 black pawn · b7 black pawn · c7 black pawn · d7 black pawn · e7 black pawn · f7 black pawn · g7 black pawn · h7 black pawn · f6 black knight · e4 white pawn · a2 white pawn · b2 white pawn · c2 white pawn · d2 white pawn · f2 white pawn · g2 white pawn · h2 white pawn · a1 white rook · b1 white knight · c1 white bishop · d1 white queen · e1 white king · f1 white bishop · g1 white knight · h1 white rook | a8 black rook · b8 black knight · c8 black bishop · d8 black queen · e8 black king · f8 black bishop · h8 black rook · a7 black pawn · b7 black pawn · c7 black pawn · d7 black pawn · e7 black pawn · f7 black pawn · g7 black pawn · h7 black pawn · f6 black knight · e4 white pawn · a2 white pawn · b2 white pawn · c2 white pawn · d2 white pawn · f2 white pawn · g2 white pawn · h2 white pawn · a1 white rook · b1 white knight · c1 white bishop · d1 white queen · e1 white king · f1 white bishop · g1 white knight · h1 white rook | a8 black rook · b8 black knight · c8 black bishop · d8 black queen · e8 black king · f8 black bishop · h8 black rook · a7 black pawn · b7 black pawn · c7 black pawn · d7 black pawn · e7 black pawn · f7 black pawn · g7 black pawn · h7 black pawn · f6 black knight · e4 white pawn · a2 white pawn · b2 white pawn · c2 white pawn · d2 white pawn · f2 white pawn · g2 white pawn · h2 white pawn · a1 white rook · b1 white knight · c1 white bishop · d1 white queen · e1 white king · f1 white bishop · g1 white knight · h1 white rook | a8 black rook · b8 black knight · c8 black bishop · d8 black queen · e8 black king · f8 black bishop · h8 black rook · a7 black pawn · b7 black pawn · c7 black pawn · d7 black pawn · e7 black pawn · f7 black pawn · g7 black pawn · h7 black pawn · f6 black knight · e4 white pawn · a2 white pawn · b2 white pawn · c2 white pawn · d2 white pawn · f2 white pawn · g2 white pawn · h2 white pawn · a1 white rook · b1 white knight · c1 white bishop · d1 white queen · e1 white king · f1 white bishop · g1 white knight · h1 white rook | a8 black rook · b8 black knight · c8 black bishop · d8 black queen · e8 black king · f8 black bishop · h8 black rook · a7 black pawn · b7 black pawn · c7 black pawn · d7 black pawn · e7 black pawn · f7 black pawn · g7 black pawn · h7 black pawn · f6 black knight · e4 white pawn · a2 white pawn · b2 white pawn · c2 white pawn · d2 white pawn · f2 white pawn · g2 white pawn · h2 white pawn · a1 white rook · b1 white knight · c1 white bishop · d1 white queen · e1 white king · f1 white bishop · g1 white knight · h1 white rook | a8 black rook · b8 black knight · c8 black bishop · d8 black queen · e8 black king · f8 black bishop · h8 black rook · a7 black pawn · b7 black pawn · c7 black pawn · d7 black pawn · e7 black pawn · f7 black pawn · g7 black pawn · h7 black pawn · f6 black knight · e4 white pawn · a2 white pawn · b2 white pawn · c2 white pawn · d2 white pawn · f2 white pawn · g2 white pawn · h2 white pawn · a1 white rook · b1 white knight · c1 white bishop · d1 white queen · e1 white king · f1 white bishop · g1 white knight · h1 white rook | a8 black rook · b8 black knight · c8 black bishop · d8 black queen · e8 black king · f8 black bishop · h8 black rook · a7 black pawn · b7 black pawn · c7 black pawn · d7 black pawn · e7 black pawn · f7 black pawn · g7 black pawn · h7 black pawn · f6 black knight · e4 white pawn · a2 white pawn · b2 white pawn · c2 white pawn · d2 white pawn · f2 white pawn · g2 white pawn · h2 white pawn · a1 white rook · b1 white knight · c1 white bishop · d1 white queen · e1 white king · f1 white bishop · g1 white knight · h1 white rook | a8 black rook · b8 black knight · c8 black bishop · d8 black queen · e8 black king · f8 black bishop · h8 black rook · a7 black pawn · b7 black pawn · c7 black pawn · d7 black pawn · e7 black pawn · f7 black pawn · g7 black pawn · h7 black pawn · f6 black knight · e4 white pawn · a2 white pawn · b2 white pawn · c2 white pawn · d2 white pawn · f2 white pawn · g2 white pawn · h2 white pawn · a1 white rook · b1 white knight · c1 white bishop · d1 white queen · e1 white king · f1 white bishop · g1 white knight · h1 white rook | 5 |
| 4 | a8 black rook · b8 black knight · c8 black bishop · d8 black queen · e8 black king · f8 black bishop · h8 black rook · a7 black pawn · b7 black pawn · c7 black pawn · d7 black pawn · e7 black pawn · f7 black pawn · g7 black pawn · h7 black pawn · f6 black knight · e4 white pawn · a2 white pawn · b2 white pawn · c2 white pawn · d2 white pawn · f2 white pawn · g2 white pawn · h2 white pawn · a1 white rook · b1 white knight · c1 white bishop · d1 white queen · e1 white king · f1 white bishop · g1 white knight · h1 white rook | a8 black rook · b8 black knight · c8 black bishop · d8 black queen · e8 black king · f8 black bishop · h8 black rook · a7 black pawn · b7 black pawn · c7 black pawn · d7 black pawn · e7 black pawn · f7 black pawn · g7 black pawn · h7 black pawn · f6 black knight · e4 white pawn · a2 white pawn · b2 white pawn · c2 white pawn · d2 white pawn · f2 white pawn · g2 white pawn · h2 white pawn · a1 white rook · b1 white knight · c1 white bishop · d1 white queen · e1 white king · f1 white bishop · g1 white knight · h1 white rook | a8 black rook · b8 black knight · c8 black bishop · d8 black queen · e8 black king · f8 black bishop · h8 black rook · a7 black pawn · b7 black pawn · c7 black pawn · d7 black pawn · e7 black pawn · f7 black pawn · g7 black pawn · h7 black pawn · f6 black knight · e4 white pawn · a2 white pawn · b2 white pawn · c2 white pawn · d2 white pawn · f2 white pawn · g2 white pawn · h2 white pawn · a1 white rook · b1 white knight · c1 white bishop · d1 white queen · e1 white king · f1 white bishop · g1 white knight · h1 white rook | a8 black rook · b8 black knight · c8 black bishop · d8 black queen · e8 black king · f8 black bishop · h8 black rook · a7 black pawn · b7 black pawn · c7 black pawn · d7 black pawn · e7 black pawn · f7 black pawn · g7 black pawn · h7 black pawn · f6 black knight · e4 white pawn · a2 white pawn · b2 white pawn · c2 white pawn · d2 white pawn · f2 white pawn · g2 white pawn · h2 white pawn · a1 white rook · b1 white knight · c1 white bishop · d1 white queen · e1 white king · f1 white bishop · g1 white knight · h1 white rook | a8 black rook · b8 black knight · c8 black bishop · d8 black queen · e8 black king · f8 black bishop · h8 black rook · a7 black pawn · b7 black pawn · c7 black pawn · d7 black pawn · e7 black pawn · f7 black pawn · g7 black pawn · h7 black pawn · f6 black knight · e4 white pawn · a2 white pawn · b2 white pawn · c2 white pawn · d2 white pawn · f2 white pawn · g2 white pawn · h2 white pawn · a1 white rook · b1 white knight · c1 white bishop · d1 white queen · e1 white king · f1 white bishop · g1 white knight · h1 white rook | a8 black rook · b8 black knight · c8 black bishop · d8 black queen · e8 black king · f8 black bishop · h8 black rook · a7 black pawn · b7 black pawn · c7 black pawn · d7 black pawn · e7 black pawn · f7 black pawn · g7 black pawn · h7 black pawn · f6 black knight · e4 white pawn · a2 white pawn · b2 white pawn · c2 white pawn · d2 white pawn · f2 white pawn · g2 white pawn · h2 white pawn · a1 white rook · b1 white knight · c1 white bishop · d1 white queen · e1 white king · f1 white bishop · g1 white knight · h1 white rook | a8 black rook · b8 black knight · c8 black bishop · d8 black queen · e8 black king · f8 black bishop · h8 black rook · a7 black pawn · b7 black pawn · c7 black pawn · d7 black pawn · e7 black pawn · f7 black pawn · g7 black pawn · h7 black pawn · f6 black knight · e4 white pawn · a2 white pawn · b2 white pawn · c2 white pawn · d2 white pawn · f2 white pawn · g2 white pawn · h2 white pawn · a1 white rook · b1 white knight · c1 white bishop · d1 white queen · e1 white king · f1 white bishop · g1 white knight · h1 white rook | a8 black rook · b8 black knight · c8 black bishop · d8 black queen · e8 black king · f8 black bishop · h8 black rook · a7 black pawn · b7 black pawn · c7 black pawn · d7 black pawn · e7 black pawn · f7 black pawn · g7 black pawn · h7 black pawn · f6 black knight · e4 white pawn · a2 white pawn · b2 white pawn · c2 white pawn · d2 white pawn · f2 white pawn · g2 white pawn · h2 white pawn · a1 white rook · b1 white knight · c1 white bishop · d1 white queen · e1 white king · f1 white bishop · g1 white knight · h1 white rook | 4 |
| 3 | a8 black rook · b8 black knight · c8 black bishop · d8 black queen · e8 black king · f8 black bishop · h8 black rook · a7 black pawn · b7 black pawn · c7 black pawn · d7 black pawn · e7 black pawn · f7 black pawn · g7 black pawn · h7 black pawn · f6 black knight · e4 white pawn · a2 white pawn · b2 white pawn · c2 white pawn · d2 white pawn · f2 white pawn · g2 white pawn · h2 white pawn · a1 white rook · b1 white knight · c1 white bishop · d1 white queen · e1 white king · f1 white bishop · g1 white knight · h1 white rook | a8 black rook · b8 black knight · c8 black bishop · d8 black queen · e8 black king · f8 black bishop · h8 black rook · a7 black pawn · b7 black pawn · c7 black pawn · d7 black pawn · e7 black pawn · f7 black pawn · g7 black pawn · h7 black pawn · f6 black knight · e4 white pawn · a2 white pawn · b2 white pawn · c2 white pawn · d2 white pawn · f2 white pawn · g2 white pawn · h2 white pawn · a1 white rook · b1 white knight · c1 white bishop · d1 white queen · e1 white king · f1 white bishop · g1 white knight · h1 white rook | a8 black rook · b8 black knight · c8 black bishop · d8 black queen · e8 black king · f8 black bishop · h8 black rook · a7 black pawn · b7 black pawn · c7 black pawn · d7 black pawn · e7 black pawn · f7 black pawn · g7 black pawn · h7 black pawn · f6 black knight · e4 white pawn · a2 white pawn · b2 white pawn · c2 white pawn · d2 white pawn · f2 white pawn · g2 white pawn · h2 white pawn · a1 white rook · b1 white knight · c1 white bishop · d1 white queen · e1 white king · f1 white bishop · g1 white knight · h1 white rook | a8 black rook · b8 black knight · c8 black bishop · d8 black queen · e8 black king · f8 black bishop · h8 black rook · a7 black pawn · b7 black pawn · c7 black pawn · d7 black pawn · e7 black pawn · f7 black pawn · g7 black pawn · h7 black pawn · f6 black knight · e4 white pawn · a2 white pawn · b2 white pawn · c2 white pawn · d2 white pawn · f2 white pawn · g2 white pawn · h2 white pawn · a1 white rook · b1 white knight · c1 white bishop · d1 white queen · e1 white king · f1 white bishop · g1 white knight · h1 white rook | a8 black rook · b8 black knight · c8 black bishop · d8 black queen · e8 black king · f8 black bishop · h8 black rook · a7 black pawn · b7 black pawn · c7 black pawn · d7 black pawn · e7 black pawn · f7 black pawn · g7 black pawn · h7 black pawn · f6 black knight · e4 white pawn · a2 white pawn · b2 white pawn · c2 white pawn · d2 white pawn · f2 white pawn · g2 white pawn · h2 white pawn · a1 white rook · b1 white knight · c1 white bishop · d1 white queen · e1 white king · f1 white bishop · g1 white knight · h1 white rook | a8 black rook · b8 black knight · c8 black bishop · d8 black queen · e8 black king · f8 black bishop · h8 black rook · a7 black pawn · b7 black pawn · c7 black pawn · d7 black pawn · e7 black pawn · f7 black pawn · g7 black pawn · h7 black pawn · f6 black knight · e4 white pawn · a2 white pawn · b2 white pawn · c2 white pawn · d2 white pawn · f2 white pawn · g2 white pawn · h2 white pawn · a1 white rook · b1 white knight · c1 white bishop · d1 white queen · e1 white king · f1 white bishop · g1 white knight · h1 white rook | a8 black rook · b8 black knight · c8 black bishop · d8 black queen · e8 black king · f8 black bishop · h8 black rook · a7 black pawn · b7 black pawn · c7 black pawn · d7 black pawn · e7 black pawn · f7 black pawn · g7 black pawn · h7 black pawn · f6 black knight · e4 white pawn · a2 white pawn · b2 white pawn · c2 white pawn · d2 white pawn · f2 white pawn · g2 white pawn · h2 white pawn · a1 white rook · b1 white knight · c1 white bishop · d1 white queen · e1 white king · f1 white bishop · g1 white knight · h1 white rook | a8 black rook · b8 black knight · c8 black bishop · d8 black queen · e8 black king · f8 black bishop · h8 black rook · a7 black pawn · b7 black pawn · c7 black pawn · d7 black pawn · e7 black pawn · f7 black pawn · g7 black pawn · h7 black pawn · f6 black knight · e4 white pawn · a2 white pawn · b2 white pawn · c2 white pawn · d2 white pawn · f2 white pawn · g2 white pawn · h2 white pawn · a1 white rook · b1 white knight · c1 white bishop · d1 white queen · e1 white king · f1 white bishop · g1 white knight · h1 white rook | 3 |
| 2 | a8 black rook · b8 black knight · c8 black bishop · d8 black queen · e8 black king · f8 black bishop · h8 black rook · a7 black pawn · b7 black pawn · c7 black pawn · d7 black pawn · e7 black pawn · f7 black pawn · g7 black pawn · h7 black pawn · f6 black knight · e4 white pawn · a2 white pawn · b2 white pawn · c2 white pawn · d2 white pawn · f2 white pawn · g2 white pawn · h2 white pawn · a1 white rook · b1 white knight · c1 white bishop · d1 white queen · e1 white king · f1 white bishop · g1 white knight · h1 white rook | a8 black rook · b8 black knight · c8 black bishop · d8 black queen · e8 black king · f8 black bishop · h8 black rook · a7 black pawn · b7 black pawn · c7 black pawn · d7 black pawn · e7 black pawn · f7 black pawn · g7 black pawn · h7 black pawn · f6 black knight · e4 white pawn · a2 white pawn · b2 white pawn · c2 white pawn · d2 white pawn · f2 white pawn · g2 white pawn · h2 white pawn · a1 white rook · b1 white knight · c1 white bishop · d1 white queen · e1 white king · f1 white bishop · g1 white knight · h1 white rook | a8 black rook · b8 black knight · c8 black bishop · d8 black queen · e8 black king · f8 black bishop · h8 black rook · a7 black pawn · b7 black pawn · c7 black pawn · d7 black pawn · e7 black pawn · f7 black pawn · g7 black pawn · h7 black pawn · f6 black knight · e4 white pawn · a2 white pawn · b2 white pawn · c2 white pawn · d2 white pawn · f2 white pawn · g2 white pawn · h2 white pawn · a1 white rook · b1 white knight · c1 white bishop · d1 white queen · e1 white king · f1 white bishop · g1 white knight · h1 white rook | a8 black rook · b8 black knight · c8 black bishop · d8 black queen · e8 black king · f8 black bishop · h8 black rook · a7 black pawn · b7 black pawn · c7 black pawn · d7 black pawn · e7 black pawn · f7 black pawn · g7 black pawn · h7 black pawn · f6 black knight · e4 white pawn · a2 white pawn · b2 white pawn · c2 white pawn · d2 white pawn · f2 white pawn · g2 white pawn · h2 white pawn · a1 white rook · b1 white knight · c1 white bishop · d1 white queen · e1 white king · f1 white bishop · g1 white knight · h1 white rook | a8 black rook · b8 black knight · c8 black bishop · d8 black queen · e8 black king · f8 black bishop · h8 black rook · a7 black pawn · b7 black pawn · c7 black pawn · d7 black pawn · e7 black pawn · f7 black pawn · g7 black pawn · h7 black pawn · f6 black knight · e4 white pawn · a2 white pawn · b2 white pawn · c2 white pawn · d2 white pawn · f2 white pawn · g2 white pawn · h2 white pawn · a1 white rook · b1 white knight · c1 white bishop · d1 white queen · e1 white king · f1 white bishop · g1 white knight · h1 white rook | a8 black rook · b8 black knight · c8 black bishop · d8 black queen · e8 black king · f8 black bishop · h8 black rook · a7 black pawn · b7 black pawn · c7 black pawn · d7 black pawn · e7 black pawn · f7 black pawn · g7 black pawn · h7 black pawn · f6 black knight · e4 white pawn · a2 white pawn · b2 white pawn · c2 white pawn · d2 white pawn · f2 white pawn · g2 white pawn · h2 white pawn · a1 white rook · b1 white knight · c1 white bishop · d1 white queen · e1 white king · f1 white bishop · g1 white knight · h1 white rook | a8 black rook · b8 black knight · c8 black bishop · d8 black queen · e8 black king · f8 black bishop · h8 black rook · a7 black pawn · b7 black pawn · c7 black pawn · d7 black pawn · e7 black pawn · f7 black pawn · g7 black pawn · h7 black pawn · f6 black knight · e4 white pawn · a2 white pawn · b2 white pawn · c2 white pawn · d2 white pawn · f2 white pawn · g2 white pawn · h2 white pawn · a1 white rook · b1 white knight · c1 white bishop · d1 white queen · e1 white king · f1 white bishop · g1 white knight · h1 white rook | a8 black rook · b8 black knight · c8 black bishop · d8 black queen · e8 black king · f8 black bishop · h8 black rook · a7 black pawn · b7 black pawn · c7 black pawn · d7 black pawn · e7 black pawn · f7 black pawn · g7 black pawn · h7 black pawn · f6 black knight · e4 white pawn · a2 white pawn · b2 white pawn · c2 white pawn · d2 white pawn · f2 white pawn · g2 white pawn · h2 white pawn · a1 white rook · b1 white knight · c1 white bishop · d1 white queen · e1 white king · f1 white bishop · g1 white knight · h1 white rook | 2 |
| 1 | a8 black rook · b8 black knight · c8 black bishop · d8 black queen · e8 black king · f8 black bishop · h8 black rook · a7 black pawn · b7 black pawn · c7 black pawn · d7 black pawn · e7 black pawn · f7 black pawn · g7 black pawn · h7 black pawn · f6 black knight · e4 white pawn · a2 white pawn · b2 white pawn · c2 white pawn · d2 white pawn · f2 white pawn · g2 white pawn · h2 white pawn · a1 white rook · b1 white knight · c1 white bishop · d1 white queen · e1 white king · f1 white bishop · g1 white knight · h1 white rook | a8 black rook · b8 black knight · c8 black bishop · d8 black queen · e8 black king · f8 black bishop · h8 black rook · a7 black pawn · b7 black pawn · c7 black pawn · d7 black pawn · e7 black pawn · f7 black pawn · g7 black pawn · h7 black pawn · f6 black knight · e4 white pawn · a2 white pawn · b2 white pawn · c2 white pawn · d2 white pawn · f2 white pawn · g2 white pawn · h2 white pawn · a1 white rook · b1 white knight · c1 white bishop · d1 white queen · e1 white king · f1 white bishop · g1 white knight · h1 white rook | a8 black rook · b8 black knight · c8 black bishop · d8 black queen · e8 black king · f8 black bishop · h8 black rook · a7 black pawn · b7 black pawn · c7 black pawn · d7 black pawn · e7 black pawn · f7 black pawn · g7 black pawn · h7 black pawn · f6 black knight · e4 white pawn · a2 white pawn · b2 white pawn · c2 white pawn · d2 white pawn · f2 white pawn · g2 white pawn · h2 white pawn · a1 white rook · b1 white knight · c1 white bishop · d1 white queen · e1 white king · f1 white bishop · g1 white knight · h1 white rook | a8 black rook · b8 black knight · c8 black bishop · d8 black queen · e8 black king · f8 black bishop · h8 black rook · a7 black pawn · b7 black pawn · c7 black pawn · d7 black pawn · e7 black pawn · f7 black pawn · g7 black pawn · h7 black pawn · f6 black knight · e4 white pawn · a2 white pawn · b2 white pawn · c2 white pawn · d2 white pawn · f2 white pawn · g2 white pawn · h2 white pawn · a1 white rook · b1 white knight · c1 white bishop · d1 white queen · e1 white king · f1 white bishop · g1 white knight · h1 white rook | a8 black rook · b8 black knight · c8 black bishop · d8 black queen · e8 black king · f8 black bishop · h8 black rook · a7 black pawn · b7 black pawn · c7 black pawn · d7 black pawn · e7 black pawn · f7 black pawn · g7 black pawn · h7 black pawn · f6 black knight · e4 white pawn · a2 white pawn · b2 white pawn · c2 white pawn · d2 white pawn · f2 white pawn · g2 white pawn · h2 white pawn · a1 white rook · b1 white knight · c1 white bishop · d1 white queen · e1 white king · f1 white bishop · g1 white knight · h1 white rook | a8 black rook · b8 black knight · c8 black bishop · d8 black queen · e8 black king · f8 black bishop · h8 black rook · a7 black pawn · b7 black pawn · c7 black pawn · d7 black pawn · e7 black pawn · f7 black pawn · g7 black pawn · h7 black pawn · f6 black knight · e4 white pawn · a2 white pawn · b2 white pawn · c2 white pawn · d2 white pawn · f2 white pawn · g2 white pawn · h2 white pawn · a1 white rook · b1 white knight · c1 white bishop · d1 white queen · e1 white king · f1 white bishop · g1 white knight · h1 white rook | a8 black rook · b8 black knight · c8 black bishop · d8 black queen · e8 black king · f8 black bishop · h8 black rook · a7 black pawn · b7 black pawn · c7 black pawn · d7 black pawn · e7 black pawn · f7 black pawn · g7 black pawn · h7 black pawn · f6 black knight · e4 white pawn · a2 white pawn · b2 white pawn · c2 white pawn · d2 white pawn · f2 white pawn · g2 white pawn · h2 white pawn · a1 white rook · b1 white knight · c1 white bishop · d1 white queen · e1 white king · f1 white bishop · g1 white knight · h1 white rook | a8 black rook · b8 black knight · c8 black bishop · d8 black queen · e8 black king · f8 black bishop · h8 black rook · a7 black pawn · b7 black pawn · c7 black pawn · d7 black pawn · e7 black pawn · f7 black pawn · g7 black pawn · h7 black pawn · f6 black knight · e4 white pawn · a2 white pawn · b2 white pawn · c2 white pawn · d2 white pawn · f2 white pawn · g2 white pawn · h2 white pawn · a1 white rook · b1 white knight · c1 white bishop · d1 white queen · e1 white king · f1 white bishop · g1 white knight · h1 white rook | 1 |
|   | a | b | c | d | e | f | g | h |   |

Аљехинов је врхунац био период почетка 1930-их када је освојио готово све турнире на којима је наступао, понекад и са врло великом разликом. Након тога, његова игра опада, и он након 1934. више није освојио турнир врхунске класе. Након повратка титуле Светског првака 1937, појавило се неколико нових младих звезда, који постају озбиљна претња његовом престолу.
Аљехин је био један од највећих мајстора напада који је наизглед могао спровести било коју комбинацију коју би замислио. Оно што га је разликовало од већине других агресивних играча је његова способност да види потенцијал за напад и да се припреми за њега, тамо где остали нису видели ништа. Рудолф Шпилман, мајстор тактике који је одиграо много незаборавних партија је рекао:
Ја могу да видим комбинацију коју види и он, али никако не могу доћи у исту позицију.
Док је Макс Еве рекао:
 Аљехин је песник који ствара ремек-дела од нечега што би било кога другог једва инспирисало да пошаље кући разгледницу.
|   | a | b | c | d | e | f | g | h |   |
| 8 | a8 black rook · g8 black king · b7 white knight · f7 black pawn · g7 black pawn · f6 black knight · g4 black bishop · e3 black rook · f3 white knight · g3 white pawn · d2 white rook · e2 black knight · f2 white pawn · h2 white king · c1 white rook · h1 white bishop | a8 black rook · g8 black king · b7 white knight · f7 black pawn · g7 black pawn · f6 black knight · g4 black bishop · e3 black rook · f3 white knight · g3 white pawn · d2 white rook · e2 black knight · f2 white pawn · h2 white king · c1 white rook · h1 white bishop | a8 black rook · g8 black king · b7 white knight · f7 black pawn · g7 black pawn · f6 black knight · g4 black bishop · e3 black rook · f3 white knight · g3 white pawn · d2 white rook · e2 black knight · f2 white pawn · h2 white king · c1 white rook · h1 white bishop | a8 black rook · g8 black king · b7 white knight · f7 black pawn · g7 black pawn · f6 black knight · g4 black bishop · e3 black rook · f3 white knight · g3 white pawn · d2 white rook · e2 black knight · f2 white pawn · h2 white king · c1 white rook · h1 white bishop | a8 black rook · g8 black king · b7 white knight · f7 black pawn · g7 black pawn · f6 black knight · g4 black bishop · e3 black rook · f3 white knight · g3 white pawn · d2 white rook · e2 black knight · f2 white pawn · h2 white king · c1 white rook · h1 white bishop | a8 black rook · g8 black king · b7 white knight · f7 black pawn · g7 black pawn · f6 black knight · g4 black bishop · e3 black rook · f3 white knight · g3 white pawn · d2 white rook · e2 black knight · f2 white pawn · h2 white king · c1 white rook · h1 white bishop | a8 black rook · g8 black king · b7 white knight · f7 black pawn · g7 black pawn · f6 black knight · g4 black bishop · e3 black rook · f3 white knight · g3 white pawn · d2 white rook · e2 black knight · f2 white pawn · h2 white king · c1 white rook · h1 white bishop | a8 black rook · g8 black king · b7 white knight · f7 black pawn · g7 black pawn · f6 black knight · g4 black bishop · e3 black rook · f3 white knight · g3 white pawn · d2 white rook · e2 black knight · f2 white pawn · h2 white king · c1 white rook · h1 white bishop | 8 |
| 7 | a8 black rook · g8 black king · b7 white knight · f7 black pawn · g7 black pawn · f6 black knight · g4 black bishop · e3 black rook · f3 white knight · g3 white pawn · d2 white rook · e2 black knight · f2 white pawn · h2 white king · c1 white rook · h1 white bishop | a8 black rook · g8 black king · b7 white knight · f7 black pawn · g7 black pawn · f6 black knight · g4 black bishop · e3 black rook · f3 white knight · g3 white pawn · d2 white rook · e2 black knight · f2 white pawn · h2 white king · c1 white rook · h1 white bishop | a8 black rook · g8 black king · b7 white knight · f7 black pawn · g7 black pawn · f6 black knight · g4 black bishop · e3 black rook · f3 white knight · g3 white pawn · d2 white rook · e2 black knight · f2 white pawn · h2 white king · c1 white rook · h1 white bishop | a8 black rook · g8 black king · b7 white knight · f7 black pawn · g7 black pawn · f6 black knight · g4 black bishop · e3 black rook · f3 white knight · g3 white pawn · d2 white rook · e2 black knight · f2 white pawn · h2 white king · c1 white rook · h1 white bishop | a8 black rook · g8 black king · b7 white knight · f7 black pawn · g7 black pawn · f6 black knight · g4 black bishop · e3 black rook · f3 white knight · g3 white pawn · d2 white rook · e2 black knight · f2 white pawn · h2 white king · c1 white rook · h1 white bishop | a8 black rook · g8 black king · b7 white knight · f7 black pawn · g7 black pawn · f6 black knight · g4 black bishop · e3 black rook · f3 white knight · g3 white pawn · d2 white rook · e2 black knight · f2 white pawn · h2 white king · c1 white rook · h1 white bishop | a8 black rook · g8 black king · b7 white knight · f7 black pawn · g7 black pawn · f6 black knight · g4 black bishop · e3 black rook · f3 white knight · g3 white pawn · d2 white rook · e2 black knight · f2 white pawn · h2 white king · c1 white rook · h1 white bishop | a8 black rook · g8 black king · b7 white knight · f7 black pawn · g7 black pawn · f6 black knight · g4 black bishop · e3 black rook · f3 white knight · g3 white pawn · d2 white rook · e2 black knight · f2 white pawn · h2 white king · c1 white rook · h1 white bishop | 7 |
| 6 | a8 black rook · g8 black king · b7 white knight · f7 black pawn · g7 black pawn · f6 black knight · g4 black bishop · e3 black rook · f3 white knight · g3 white pawn · d2 white rook · e2 black knight · f2 white pawn · h2 white king · c1 white rook · h1 white bishop | a8 black rook · g8 black king · b7 white knight · f7 black pawn · g7 black pawn · f6 black knight · g4 black bishop · e3 black rook · f3 white knight · g3 white pawn · d2 white rook · e2 black knight · f2 white pawn · h2 white king · c1 white rook · h1 white bishop | a8 black rook · g8 black king · b7 white knight · f7 black pawn · g7 black pawn · f6 black knight · g4 black bishop · e3 black rook · f3 white knight · g3 white pawn · d2 white rook · e2 black knight · f2 white pawn · h2 white king · c1 white rook · h1 white bishop | a8 black rook · g8 black king · b7 white knight · f7 black pawn · g7 black pawn · f6 black knight · g4 black bishop · e3 black rook · f3 white knight · g3 white pawn · d2 white rook · e2 black knight · f2 white pawn · h2 white king · c1 white rook · h1 white bishop | a8 black rook · g8 black king · b7 white knight · f7 black pawn · g7 black pawn · f6 black knight · g4 black bishop · e3 black rook · f3 white knight · g3 white pawn · d2 white rook · e2 black knight · f2 white pawn · h2 white king · c1 white rook · h1 white bishop | a8 black rook · g8 black king · b7 white knight · f7 black pawn · g7 black pawn · f6 black knight · g4 black bishop · e3 black rook · f3 white knight · g3 white pawn · d2 white rook · e2 black knight · f2 white pawn · h2 white king · c1 white rook · h1 white bishop | a8 black rook · g8 black king · b7 white knight · f7 black pawn · g7 black pawn · f6 black knight · g4 black bishop · e3 black rook · f3 white knight · g3 white pawn · d2 white rook · e2 black knight · f2 white pawn · h2 white king · c1 white rook · h1 white bishop | a8 black rook · g8 black king · b7 white knight · f7 black pawn · g7 black pawn · f6 black knight · g4 black bishop · e3 black rook · f3 white knight · g3 white pawn · d2 white rook · e2 black knight · f2 white pawn · h2 white king · c1 white rook · h1 white bishop | 6 |
| 5 | a8 black rook · g8 black king · b7 white knight · f7 black pawn · g7 black pawn · f6 black knight · g4 black bishop · e3 black rook · f3 white knight · g3 white pawn · d2 white rook · e2 black knight · f2 white pawn · h2 white king · c1 white rook · h1 white bishop | a8 black rook · g8 black king · b7 white knight · f7 black pawn · g7 black pawn · f6 black knight · g4 black bishop · e3 black rook · f3 white knight · g3 white pawn · d2 white rook · e2 black knight · f2 white pawn · h2 white king · c1 white rook · h1 white bishop | a8 black rook · g8 black king · b7 white knight · f7 black pawn · g7 black pawn · f6 black knight · g4 black bishop · e3 black rook · f3 white knight · g3 white pawn · d2 white rook · e2 black knight · f2 white pawn · h2 white king · c1 white rook · h1 white bishop | a8 black rook · g8 black king · b7 white knight · f7 black pawn · g7 black pawn · f6 black knight · g4 black bishop · e3 black rook · f3 white knight · g3 white pawn · d2 white rook · e2 black knight · f2 white pawn · h2 white king · c1 white rook · h1 white bishop | a8 black rook · g8 black king · b7 white knight · f7 black pawn · g7 black pawn · f6 black knight · g4 black bishop · e3 black rook · f3 white knight · g3 white pawn · d2 white rook · e2 black knight · f2 white pawn · h2 white king · c1 white rook · h1 white bishop | a8 black rook · g8 black king · b7 white knight · f7 black pawn · g7 black pawn · f6 black knight · g4 black bishop · e3 black rook · f3 white knight · g3 white pawn · d2 white rook · e2 black knight · f2 white pawn · h2 white king · c1 white rook · h1 white bishop | a8 black rook · g8 black king · b7 white knight · f7 black pawn · g7 black pawn · f6 black knight · g4 black bishop · e3 black rook · f3 white knight · g3 white pawn · d2 white rook · e2 black knight · f2 white pawn · h2 white king · c1 white rook · h1 white bishop | a8 black rook · g8 black king · b7 white knight · f7 black pawn · g7 black pawn · f6 black knight · g4 black bishop · e3 black rook · f3 white knight · g3 white pawn · d2 white rook · e2 black knight · f2 white pawn · h2 white king · c1 white rook · h1 white bishop | 5 |
| 4 | a8 black rook · g8 black king · b7 white knight · f7 black pawn · g7 black pawn · f6 black knight · g4 black bishop · e3 black rook · f3 white knight · g3 white pawn · d2 white rook · e2 black knight · f2 white pawn · h2 white king · c1 white rook · h1 white bishop | a8 black rook · g8 black king · b7 white knight · f7 black pawn · g7 black pawn · f6 black knight · g4 black bishop · e3 black rook · f3 white knight · g3 white pawn · d2 white rook · e2 black knight · f2 white pawn · h2 white king · c1 white rook · h1 white bishop | a8 black rook · g8 black king · b7 white knight · f7 black pawn · g7 black pawn · f6 black knight · g4 black bishop · e3 black rook · f3 white knight · g3 white pawn · d2 white rook · e2 black knight · f2 white pawn · h2 white king · c1 white rook · h1 white bishop | a8 black rook · g8 black king · b7 white knight · f7 black pawn · g7 black pawn · f6 black knight · g4 black bishop · e3 black rook · f3 white knight · g3 white pawn · d2 white rook · e2 black knight · f2 white pawn · h2 white king · c1 white rook · h1 white bishop | a8 black rook · g8 black king · b7 white knight · f7 black pawn · g7 black pawn · f6 black knight · g4 black bishop · e3 black rook · f3 white knight · g3 white pawn · d2 white rook · e2 black knight · f2 white pawn · h2 white king · c1 white rook · h1 white bishop | a8 black rook · g8 black king · b7 white knight · f7 black pawn · g7 black pawn · f6 black knight · g4 black bishop · e3 black rook · f3 white knight · g3 white pawn · d2 white rook · e2 black knight · f2 white pawn · h2 white king · c1 white rook · h1 white bishop | a8 black rook · g8 black king · b7 white knight · f7 black pawn · g7 black pawn · f6 black knight · g4 black bishop · e3 black rook · f3 white knight · g3 white pawn · d2 white rook · e2 black knight · f2 white pawn · h2 white king · c1 white rook · h1 white bishop | a8 black rook · g8 black king · b7 white knight · f7 black pawn · g7 black pawn · f6 black knight · g4 black bishop · e3 black rook · f3 white knight · g3 white pawn · d2 white rook · e2 black knight · f2 white pawn · h2 white king · c1 white rook · h1 white bishop | 4 |
| 3 | a8 black rook · g8 black king · b7 white knight · f7 black pawn · g7 black pawn · f6 black knight · g4 black bishop · e3 black rook · f3 white knight · g3 white pawn · d2 white rook · e2 black knight · f2 white pawn · h2 white king · c1 white rook · h1 white bishop | a8 black rook · g8 black king · b7 white knight · f7 black pawn · g7 black pawn · f6 black knight · g4 black bishop · e3 black rook · f3 white knight · g3 white pawn · d2 white rook · e2 black knight · f2 white pawn · h2 white king · c1 white rook · h1 white bishop | a8 black rook · g8 black king · b7 white knight · f7 black pawn · g7 black pawn · f6 black knight · g4 black bishop · e3 black rook · f3 white knight · g3 white pawn · d2 white rook · e2 black knight · f2 white pawn · h2 white king · c1 white rook · h1 white bishop | a8 black rook · g8 black king · b7 white knight · f7 black pawn · g7 black pawn · f6 black knight · g4 black bishop · e3 black rook · f3 white knight · g3 white pawn · d2 white rook · e2 black knight · f2 white pawn · h2 white king · c1 white rook · h1 white bishop | a8 black rook · g8 black king · b7 white knight · f7 black pawn · g7 black pawn · f6 black knight · g4 black bishop · e3 black rook · f3 white knight · g3 white pawn · d2 white rook · e2 black knight · f2 white pawn · h2 white king · c1 white rook · h1 white bishop | a8 black rook · g8 black king · b7 white knight · f7 black pawn · g7 black pawn · f6 black knight · g4 black bishop · e3 black rook · f3 white knight · g3 white pawn · d2 white rook · e2 black knight · f2 white pawn · h2 white king · c1 white rook · h1 white bishop | a8 black rook · g8 black king · b7 white knight · f7 black pawn · g7 black pawn · f6 black knight · g4 black bishop · e3 black rook · f3 white knight · g3 white pawn · d2 white rook · e2 black knight · f2 white pawn · h2 white king · c1 white rook · h1 white bishop | a8 black rook · g8 black king · b7 white knight · f7 black pawn · g7 black pawn · f6 black knight · g4 black bishop · e3 black rook · f3 white knight · g3 white pawn · d2 white rook · e2 black knight · f2 white pawn · h2 white king · c1 white rook · h1 white bishop | 3 |
| 2 | a8 black rook · g8 black king · b7 white knight · f7 black pawn · g7 black pawn · f6 black knight · g4 black bishop · e3 black rook · f3 white knight · g3 white pawn · d2 white rook · e2 black knight · f2 white pawn · h2 white king · c1 white rook · h1 white bishop | a8 black rook · g8 black king · b7 white knight · f7 black pawn · g7 black pawn · f6 black knight · g4 black bishop · e3 black rook · f3 white knight · g3 white pawn · d2 white rook · e2 black knight · f2 white pawn · h2 white king · c1 white rook · h1 white bishop | a8 black rook · g8 black king · b7 white knight · f7 black pawn · g7 black pawn · f6 black knight · g4 black bishop · e3 black rook · f3 white knight · g3 white pawn · d2 white rook · e2 black knight · f2 white pawn · h2 white king · c1 white rook · h1 white bishop | a8 black rook · g8 black king · b7 white knight · f7 black pawn · g7 black pawn · f6 black knight · g4 black bishop · e3 black rook · f3 white knight · g3 white pawn · d2 white rook · e2 black knight · f2 white pawn · h2 white king · c1 white rook · h1 white bishop | a8 black rook · g8 black king · b7 white knight · f7 black pawn · g7 black pawn · f6 black knight · g4 black bishop · e3 black rook · f3 white knight · g3 white pawn · d2 white rook · e2 black knight · f2 white pawn · h2 white king · c1 white rook · h1 white bishop | a8 black rook · g8 black king · b7 white knight · f7 black pawn · g7 black pawn · f6 black knight · g4 black bishop · e3 black rook · f3 white knight · g3 white pawn · d2 white rook · e2 black knight · f2 white pawn · h2 white king · c1 white rook · h1 white bishop | a8 black rook · g8 black king · b7 white knight · f7 black pawn · g7 black pawn · f6 black knight · g4 black bishop · e3 black rook · f3 white knight · g3 white pawn · d2 white rook · e2 black knight · f2 white pawn · h2 white king · c1 white rook · h1 white bishop | a8 black rook · g8 black king · b7 white knight · f7 black pawn · g7 black pawn · f6 black knight · g4 black bishop · e3 black rook · f3 white knight · g3 white pawn · d2 white rook · e2 black knight · f2 white pawn · h2 white king · c1 white rook · h1 white bishop | 2 |
| 1 | a8 black rook · g8 black king · b7 white knight · f7 black pawn · g7 black pawn · f6 black knight · g4 black bishop · e3 black rook · f3 white knight · g3 white pawn · d2 white rook · e2 black knight · f2 white pawn · h2 white king · c1 white rook · h1 white bishop | a8 black rook · g8 black king · b7 white knight · f7 black pawn · g7 black pawn · f6 black knight · g4 black bishop · e3 black rook · f3 white knight · g3 white pawn · d2 white rook · e2 black knight · f2 white pawn · h2 white king · c1 white rook · h1 white bishop | a8 black rook · g8 black king · b7 white knight · f7 black pawn · g7 black pawn · f6 black knight · g4 black bishop · e3 black rook · f3 white knight · g3 white pawn · d2 white rook · e2 black knight · f2 white pawn · h2 white king · c1 white rook · h1 white bishop | a8 black rook · g8 black king · b7 white knight · f7 black pawn · g7 black pawn · f6 black knight · g4 black bishop · e3 black rook · f3 white knight · g3 white pawn · d2 white rook · e2 black knight · f2 white pawn · h2 white king · c1 white rook · h1 white bishop | a8 black rook · g8 black king · b7 white knight · f7 black pawn · g7 black pawn · f6 black knight · g4 black bishop · e3 black rook · f3 white knight · g3 white pawn · d2 white rook · e2 black knight · f2 white pawn · h2 white king · c1 white rook · h1 white bishop | a8 black rook · g8 black king · b7 white knight · f7 black pawn · g7 black pawn · f6 black knight · g4 black bishop · e3 black rook · f3 white knight · g3 white pawn · d2 white rook · e2 black knight · f2 white pawn · h2 white king · c1 white rook · h1 white bishop | a8 black rook · g8 black king · b7 white knight · f7 black pawn · g7 black pawn · f6 black knight · g4 black bishop · e3 black rook · f3 white knight · g3 white pawn · d2 white rook · e2 black knight · f2 white pawn · h2 white king · c1 white rook · h1 white bishop | a8 black rook · g8 black king · b7 white knight · f7 black pawn · g7 black pawn · f6 black knight · g4 black bishop · e3 black rook · f3 white knight · g3 white pawn · d2 white rook · e2 black knight · f2 white pawn · h2 white king · c1 white rook · h1 white bishop | 1 |
|   | a | b | c | d | e | f | g | h |   |

Могући одговор на ово је дао Рихард Рети:
Он побеђује своје противнике низом једноставних и наизглед безопасних потеза, како би дошао до оригиналне прилике, која се овим компликовањем тешко може видети, јер је скривена .
Џон Нан је коментарисао да Аљехин има „посебну способност да изазове компликације, без претераног преузимања ризика”, а Едвард Винтер га назива „господарем компликованих позиција”. Неке Аљехинове комбинације су толико комплексне да се ни данашњи прваци и велемајстори не слажу у анализи и оцени истих.
Ипак, Гари Каспаров је рекао да су Аљехинови напади били засновани на јаким позиционим темељима, а Хари Голомбек је отишао и корак даље са изјавом да је Аљехин „најсвестранији од свих шаховских генија, који се у сваком стилу и у свакој позицији осећао као код куће.” Фајн, један од Аљехинових највећих ривала и потенцијалних изазивача касних 1930-их, је написао током 1950-их да је Аљехинова збирка најбољих игара једна од три највеће за које он зна, а и Голомбек је са њом био једнако одушевљен.
Аљехин има у својим партијама већи проценат победа од било којег другог Светског шампиона, а његови ремији трају дуже од било ког другог првака. Ипак, његова жеља за победом је понекад прелазила формалне оквире спорта и такмичења. Када га је Фајн победио у једној необавезној партији из 1933, тражио је поново играње меча због грешке коју је направио у једном потезу. А у стоном тенису, који је играо једнаким жаром, али прилично слабо, често би ломио лоптицу када би изгубио.
Боби Фишер је у једном чланку из 1964, Аљехина рангирао као једног од десет највећих у историји. Сам Фишер, који је био оличење јасне и једноставне игре, је написао о њему:
Он никада није био мој херој, нити сам марио за његов стил игре. Нема ничег нејасног у томе, његов стил је радио за њега, али би тешко нешто урадио за било кога другог. Стварао је гигантске концепције, пуне преседана и беспримерних идеја… Имао је велику машту, могао је да сагледа дубље позицију од иједног другог играча у историји… У већини компликованих позиција је створио своје најбоље концепте.
Аљехинов стил је имао велики утицај на Каспарова који је рекао:
Он је први међу уметницима који још увек имају велики утицај на мене. Волим његову универзалност, његов приступ игри, шах јесте идеја. Уверен сам да будућност припада Аљехиновом шаху.

### Утицај на игру
Неколико отварања и варијација отварања су назване по Аљехину. Осим добро познате Аљехинове одбране (1. е4, Сф6) и Албин—Шатард—Аљехиновог напада у „ортодоксној” Паулсеновој варијанти француске одбране, постоје Аљехинове варијације у: будимпештанском гамбиту, бечкој игри, промењеној варијанти Реја Лопеза, Винаверовој варијанти француске одбране; Змај варијанти сицилијанске одбране, дамином гамбиту, словенској одбрани, игри даминог пешака, каталонском отварању и холандској одбрани (где чак три различите варијанте носе његово име). Ирвинг Черњев је коментарисао да се „отварање састоји из Аљехинове игре, са неколико варијација”.
|   | a | b | c | d | e | f | g | h |   |
| 8 | b7 black king · f7 black pawn · h7 black pawn · d6 white pawn · g6 black pawn · d4 white king · g4 white pawn | b7 black king · f7 black pawn · h7 black pawn · d6 white pawn · g6 black pawn · d4 white king · g4 white pawn | b7 black king · f7 black pawn · h7 black pawn · d6 white pawn · g6 black pawn · d4 white king · g4 white pawn | b7 black king · f7 black pawn · h7 black pawn · d6 white pawn · g6 black pawn · d4 white king · g4 white pawn | b7 black king · f7 black pawn · h7 black pawn · d6 white pawn · g6 black pawn · d4 white king · g4 white pawn | b7 black king · f7 black pawn · h7 black pawn · d6 white pawn · g6 black pawn · d4 white king · g4 white pawn | b7 black king · f7 black pawn · h7 black pawn · d6 white pawn · g6 black pawn · d4 white king · g4 white pawn | b7 black king · f7 black pawn · h7 black pawn · d6 white pawn · g6 black pawn · d4 white king · g4 white pawn | 8 |
| 7 | b7 black king · f7 black pawn · h7 black pawn · d6 white pawn · g6 black pawn · d4 white king · g4 white pawn | b7 black king · f7 black pawn · h7 black pawn · d6 white pawn · g6 black pawn · d4 white king · g4 white pawn | b7 black king · f7 black pawn · h7 black pawn · d6 white pawn · g6 black pawn · d4 white king · g4 white pawn | b7 black king · f7 black pawn · h7 black pawn · d6 white pawn · g6 black pawn · d4 white king · g4 white pawn | b7 black king · f7 black pawn · h7 black pawn · d6 white pawn · g6 black pawn · d4 white king · g4 white pawn | b7 black king · f7 black pawn · h7 black pawn · d6 white pawn · g6 black pawn · d4 white king · g4 white pawn | b7 black king · f7 black pawn · h7 black pawn · d6 white pawn · g6 black pawn · d4 white king · g4 white pawn | b7 black king · f7 black pawn · h7 black pawn · d6 white pawn · g6 black pawn · d4 white king · g4 white pawn | 7 |
| 6 | b7 black king · f7 black pawn · h7 black pawn · d6 white pawn · g6 black pawn · d4 white king · g4 white pawn | b7 black king · f7 black pawn · h7 black pawn · d6 white pawn · g6 black pawn · d4 white king · g4 white pawn | b7 black king · f7 black pawn · h7 black pawn · d6 white pawn · g6 black pawn · d4 white king · g4 white pawn | b7 black king · f7 black pawn · h7 black pawn · d6 white pawn · g6 black pawn · d4 white king · g4 white pawn | b7 black king · f7 black pawn · h7 black pawn · d6 white pawn · g6 black pawn · d4 white king · g4 white pawn | b7 black king · f7 black pawn · h7 black pawn · d6 white pawn · g6 black pawn · d4 white king · g4 white pawn | b7 black king · f7 black pawn · h7 black pawn · d6 white pawn · g6 black pawn · d4 white king · g4 white pawn | b7 black king · f7 black pawn · h7 black pawn · d6 white pawn · g6 black pawn · d4 white king · g4 white pawn | 6 |
| 5 | b7 black king · f7 black pawn · h7 black pawn · d6 white pawn · g6 black pawn · d4 white king · g4 white pawn | b7 black king · f7 black pawn · h7 black pawn · d6 white pawn · g6 black pawn · d4 white king · g4 white pawn | b7 black king · f7 black pawn · h7 black pawn · d6 white pawn · g6 black pawn · d4 white king · g4 white pawn | b7 black king · f7 black pawn · h7 black pawn · d6 white pawn · g6 black pawn · d4 white king · g4 white pawn | b7 black king · f7 black pawn · h7 black pawn · d6 white pawn · g6 black pawn · d4 white king · g4 white pawn | b7 black king · f7 black pawn · h7 black pawn · d6 white pawn · g6 black pawn · d4 white king · g4 white pawn | b7 black king · f7 black pawn · h7 black pawn · d6 white pawn · g6 black pawn · d4 white king · g4 white pawn | b7 black king · f7 black pawn · h7 black pawn · d6 white pawn · g6 black pawn · d4 white king · g4 white pawn | 5 |
| 4 | b7 black king · f7 black pawn · h7 black pawn · d6 white pawn · g6 black pawn · d4 white king · g4 white pawn | b7 black king · f7 black pawn · h7 black pawn · d6 white pawn · g6 black pawn · d4 white king · g4 white pawn | b7 black king · f7 black pawn · h7 black pawn · d6 white pawn · g6 black pawn · d4 white king · g4 white pawn | b7 black king · f7 black pawn · h7 black pawn · d6 white pawn · g6 black pawn · d4 white king · g4 white pawn | b7 black king · f7 black pawn · h7 black pawn · d6 white pawn · g6 black pawn · d4 white king · g4 white pawn | b7 black king · f7 black pawn · h7 black pawn · d6 white pawn · g6 black pawn · d4 white king · g4 white pawn | b7 black king · f7 black pawn · h7 black pawn · d6 white pawn · g6 black pawn · d4 white king · g4 white pawn | b7 black king · f7 black pawn · h7 black pawn · d6 white pawn · g6 black pawn · d4 white king · g4 white pawn | 4 |
| 3 | b7 black king · f7 black pawn · h7 black pawn · d6 white pawn · g6 black pawn · d4 white king · g4 white pawn | b7 black king · f7 black pawn · h7 black pawn · d6 white pawn · g6 black pawn · d4 white king · g4 white pawn | b7 black king · f7 black pawn · h7 black pawn · d6 white pawn · g6 black pawn · d4 white king · g4 white pawn | b7 black king · f7 black pawn · h7 black pawn · d6 white pawn · g6 black pawn · d4 white king · g4 white pawn | b7 black king · f7 black pawn · h7 black pawn · d6 white pawn · g6 black pawn · d4 white king · g4 white pawn | b7 black king · f7 black pawn · h7 black pawn · d6 white pawn · g6 black pawn · d4 white king · g4 white pawn | b7 black king · f7 black pawn · h7 black pawn · d6 white pawn · g6 black pawn · d4 white king · g4 white pawn | b7 black king · f7 black pawn · h7 black pawn · d6 white pawn · g6 black pawn · d4 white king · g4 white pawn | 3 |
| 2 | b7 black king · f7 black pawn · h7 black pawn · d6 white pawn · g6 black pawn · d4 white king · g4 white pawn | b7 black king · f7 black pawn · h7 black pawn · d6 white pawn · g6 black pawn · d4 white king · g4 white pawn | b7 black king · f7 black pawn · h7 black pawn · d6 white pawn · g6 black pawn · d4 white king · g4 white pawn | b7 black king · f7 black pawn · h7 black pawn · d6 white pawn · g6 black pawn · d4 white king · g4 white pawn | b7 black king · f7 black pawn · h7 black pawn · d6 white pawn · g6 black pawn · d4 white king · g4 white pawn | b7 black king · f7 black pawn · h7 black pawn · d6 white pawn · g6 black pawn · d4 white king · g4 white pawn | b7 black king · f7 black pawn · h7 black pawn · d6 white pawn · g6 black pawn · d4 white king · g4 white pawn | b7 black king · f7 black pawn · h7 black pawn · d6 white pawn · g6 black pawn · d4 white king · g4 white pawn | 2 |
| 1 | b7 black king · f7 black pawn · h7 black pawn · d6 white pawn · g6 black pawn · d4 white king · g4 white pawn | b7 black king · f7 black pawn · h7 black pawn · d6 white pawn · g6 black pawn · d4 white king · g4 white pawn | b7 black king · f7 black pawn · h7 black pawn · d6 white pawn · g6 black pawn · d4 white king · g4 white pawn | b7 black king · f7 black pawn · h7 black pawn · d6 white pawn · g6 black pawn · d4 white king · g4 white pawn | b7 black king · f7 black pawn · h7 black pawn · d6 white pawn · g6 black pawn · d4 white king · g4 white pawn | b7 black king · f7 black pawn · h7 black pawn · d6 white pawn · g6 black pawn · d4 white king · g4 white pawn | b7 black king · f7 black pawn · h7 black pawn · d6 white pawn · g6 black pawn · d4 white king · g4 white pawn | b7 black king · f7 black pawn · h7 black pawn · d6 white pawn · g6 black pawn · d4 white king · g4 white pawn | 1 |
|   | a | b | c | d | e | f | g | h |   |

Аљехинова одбрана почиње са потезима (1. е4, Сф6). Аљехин је уводи на турниру у Будимпешти 1921, у мечевима против Ендреа Штајнера и Фридриха Семиша. Четири године касније, у часопису Модерна шаховска отварања је написано: „Ништа није индикативније у тековинама нове, хипермодерне школе, неголи бизарна одбрана коју уводи Аљехин… Иако се противи начелима класичне школе, она омогућава црном краљевом скакачу много већу покретљивост у раним фазама игре, у вребању слабости на средини табле, где се налазе бели пешаци”.
Аљехин је такође компоновао и неколико проблема завршнице, од којих је један приказан на дијаграму (занимљива студија са седам фигура).
Аљехин је написао више од двадесет књига о шаху, углавном белешке са мечева или турнира, плус збирку његових најбољих игара између 1908. и 1937. За разлику од Штајнмица, Ласкера, Капабланке и Евеа, он није у њима објашњавао своје идеје о игри, нити је почетницима показивао како да унапреде своју игру. Заправо, његове су књиге много више служиле стручњацима него почетницима: оне садрже многе дуге анализе варијација на критичним позицијама, те „појединачна одступања и изузетке од дате тактике, а не правила и поједностављења своје игре”
Иако је проглашен непријатељем Совјетског Савеза након његових антибољшевичких изјава из 1928, постепено је рехабилитован од стране совјетске шаховске елите након смрти 1946. Истраживања Александра Котова о његовој игри и каријери, која су прерасла у биографију, су довела до читавог низа спомен-турнира у Аљехинову част. Први од њих је одржан у Москви 1956, а прво место су поделили Ботвиник и Смислов. У својој заједничкој књизи Совјетска шаховска школа, Котов и Јудович посвећују посебно поглавље Аљехину, назвавши га „највећим руским играчем”, и похваливши његову способност за преузимање иницијативе, нарочито у тактичким варијацијама отварања. Ботвиник је својевремено писао да се совјетска школа од Аљехина учила квалитету нападачке игре, способношћу за самокритику и комбинаторној визији и креативности. Аљехин је једном и написао да су за успех у шаху потребне три ствари: „Прво, непрестана самоанализа и побољшавање игре; друго, подробан преглед противникове снаге и слабости; и треће и најважније, виши циљ или задатак да се сопствена достигнућа ускладе са општим напретком шаха, како би се он изравнао са науком и уметношћу, где му је и место”.

## Контроверзе и оптужбе

### Оптужбе о побољшаним партијама
|   | a | b | c | d | e | f | g | h |   |
| 8 | a8 black rook · c8 black bishop · g8 white queen · a7 black pawn · b7 black pawn · b6 black king · c6 black knight · c5 black bishop · d5 black pawn · f4 white queen · e3 white queen · f3 white king · c2 black queen · f2 white pawn · b1 black queen · f1 white bishop · g1 white knight · h1 white rook | a8 black rook · c8 black bishop · g8 white queen · a7 black pawn · b7 black pawn · b6 black king · c6 black knight · c5 black bishop · d5 black pawn · f4 white queen · e3 white queen · f3 white king · c2 black queen · f2 white pawn · b1 black queen · f1 white bishop · g1 white knight · h1 white rook | a8 black rook · c8 black bishop · g8 white queen · a7 black pawn · b7 black pawn · b6 black king · c6 black knight · c5 black bishop · d5 black pawn · f4 white queen · e3 white queen · f3 white king · c2 black queen · f2 white pawn · b1 black queen · f1 white bishop · g1 white knight · h1 white rook | a8 black rook · c8 black bishop · g8 white queen · a7 black pawn · b7 black pawn · b6 black king · c6 black knight · c5 black bishop · d5 black pawn · f4 white queen · e3 white queen · f3 white king · c2 black queen · f2 white pawn · b1 black queen · f1 white bishop · g1 white knight · h1 white rook | a8 black rook · c8 black bishop · g8 white queen · a7 black pawn · b7 black pawn · b6 black king · c6 black knight · c5 black bishop · d5 black pawn · f4 white queen · e3 white queen · f3 white king · c2 black queen · f2 white pawn · b1 black queen · f1 white bishop · g1 white knight · h1 white rook | a8 black rook · c8 black bishop · g8 white queen · a7 black pawn · b7 black pawn · b6 black king · c6 black knight · c5 black bishop · d5 black pawn · f4 white queen · e3 white queen · f3 white king · c2 black queen · f2 white pawn · b1 black queen · f1 white bishop · g1 white knight · h1 white rook | a8 black rook · c8 black bishop · g8 white queen · a7 black pawn · b7 black pawn · b6 black king · c6 black knight · c5 black bishop · d5 black pawn · f4 white queen · e3 white queen · f3 white king · c2 black queen · f2 white pawn · b1 black queen · f1 white bishop · g1 white knight · h1 white rook | a8 black rook · c8 black bishop · g8 white queen · a7 black pawn · b7 black pawn · b6 black king · c6 black knight · c5 black bishop · d5 black pawn · f4 white queen · e3 white queen · f3 white king · c2 black queen · f2 white pawn · b1 black queen · f1 white bishop · g1 white knight · h1 white rook | 8 |
| 7 | a8 black rook · c8 black bishop · g8 white queen · a7 black pawn · b7 black pawn · b6 black king · c6 black knight · c5 black bishop · d5 black pawn · f4 white queen · e3 white queen · f3 white king · c2 black queen · f2 white pawn · b1 black queen · f1 white bishop · g1 white knight · h1 white rook | a8 black rook · c8 black bishop · g8 white queen · a7 black pawn · b7 black pawn · b6 black king · c6 black knight · c5 black bishop · d5 black pawn · f4 white queen · e3 white queen · f3 white king · c2 black queen · f2 white pawn · b1 black queen · f1 white bishop · g1 white knight · h1 white rook | a8 black rook · c8 black bishop · g8 white queen · a7 black pawn · b7 black pawn · b6 black king · c6 black knight · c5 black bishop · d5 black pawn · f4 white queen · e3 white queen · f3 white king · c2 black queen · f2 white pawn · b1 black queen · f1 white bishop · g1 white knight · h1 white rook | a8 black rook · c8 black bishop · g8 white queen · a7 black pawn · b7 black pawn · b6 black king · c6 black knight · c5 black bishop · d5 black pawn · f4 white queen · e3 white queen · f3 white king · c2 black queen · f2 white pawn · b1 black queen · f1 white bishop · g1 white knight · h1 white rook | a8 black rook · c8 black bishop · g8 white queen · a7 black pawn · b7 black pawn · b6 black king · c6 black knight · c5 black bishop · d5 black pawn · f4 white queen · e3 white queen · f3 white king · c2 black queen · f2 white pawn · b1 black queen · f1 white bishop · g1 white knight · h1 white rook | a8 black rook · c8 black bishop · g8 white queen · a7 black pawn · b7 black pawn · b6 black king · c6 black knight · c5 black bishop · d5 black pawn · f4 white queen · e3 white queen · f3 white king · c2 black queen · f2 white pawn · b1 black queen · f1 white bishop · g1 white knight · h1 white rook | a8 black rook · c8 black bishop · g8 white queen · a7 black pawn · b7 black pawn · b6 black king · c6 black knight · c5 black bishop · d5 black pawn · f4 white queen · e3 white queen · f3 white king · c2 black queen · f2 white pawn · b1 black queen · f1 white bishop · g1 white knight · h1 white rook | a8 black rook · c8 black bishop · g8 white queen · a7 black pawn · b7 black pawn · b6 black king · c6 black knight · c5 black bishop · d5 black pawn · f4 white queen · e3 white queen · f3 white king · c2 black queen · f2 white pawn · b1 black queen · f1 white bishop · g1 white knight · h1 white rook | 7 |
| 6 | a8 black rook · c8 black bishop · g8 white queen · a7 black pawn · b7 black pawn · b6 black king · c6 black knight · c5 black bishop · d5 black pawn · f4 white queen · e3 white queen · f3 white king · c2 black queen · f2 white pawn · b1 black queen · f1 white bishop · g1 white knight · h1 white rook | a8 black rook · c8 black bishop · g8 white queen · a7 black pawn · b7 black pawn · b6 black king · c6 black knight · c5 black bishop · d5 black pawn · f4 white queen · e3 white queen · f3 white king · c2 black queen · f2 white pawn · b1 black queen · f1 white bishop · g1 white knight · h1 white rook | a8 black rook · c8 black bishop · g8 white queen · a7 black pawn · b7 black pawn · b6 black king · c6 black knight · c5 black bishop · d5 black pawn · f4 white queen · e3 white queen · f3 white king · c2 black queen · f2 white pawn · b1 black queen · f1 white bishop · g1 white knight · h1 white rook | a8 black rook · c8 black bishop · g8 white queen · a7 black pawn · b7 black pawn · b6 black king · c6 black knight · c5 black bishop · d5 black pawn · f4 white queen · e3 white queen · f3 white king · c2 black queen · f2 white pawn · b1 black queen · f1 white bishop · g1 white knight · h1 white rook | a8 black rook · c8 black bishop · g8 white queen · a7 black pawn · b7 black pawn · b6 black king · c6 black knight · c5 black bishop · d5 black pawn · f4 white queen · e3 white queen · f3 white king · c2 black queen · f2 white pawn · b1 black queen · f1 white bishop · g1 white knight · h1 white rook | a8 black rook · c8 black bishop · g8 white queen · a7 black pawn · b7 black pawn · b6 black king · c6 black knight · c5 black bishop · d5 black pawn · f4 white queen · e3 white queen · f3 white king · c2 black queen · f2 white pawn · b1 black queen · f1 white bishop · g1 white knight · h1 white rook | a8 black rook · c8 black bishop · g8 white queen · a7 black pawn · b7 black pawn · b6 black king · c6 black knight · c5 black bishop · d5 black pawn · f4 white queen · e3 white queen · f3 white king · c2 black queen · f2 white pawn · b1 black queen · f1 white bishop · g1 white knight · h1 white rook | a8 black rook · c8 black bishop · g8 white queen · a7 black pawn · b7 black pawn · b6 black king · c6 black knight · c5 black bishop · d5 black pawn · f4 white queen · e3 white queen · f3 white king · c2 black queen · f2 white pawn · b1 black queen · f1 white bishop · g1 white knight · h1 white rook | 6 |
| 5 | a8 black rook · c8 black bishop · g8 white queen · a7 black pawn · b7 black pawn · b6 black king · c6 black knight · c5 black bishop · d5 black pawn · f4 white queen · e3 white queen · f3 white king · c2 black queen · f2 white pawn · b1 black queen · f1 white bishop · g1 white knight · h1 white rook | a8 black rook · c8 black bishop · g8 white queen · a7 black pawn · b7 black pawn · b6 black king · c6 black knight · c5 black bishop · d5 black pawn · f4 white queen · e3 white queen · f3 white king · c2 black queen · f2 white pawn · b1 black queen · f1 white bishop · g1 white knight · h1 white rook | a8 black rook · c8 black bishop · g8 white queen · a7 black pawn · b7 black pawn · b6 black king · c6 black knight · c5 black bishop · d5 black pawn · f4 white queen · e3 white queen · f3 white king · c2 black queen · f2 white pawn · b1 black queen · f1 white bishop · g1 white knight · h1 white rook | a8 black rook · c8 black bishop · g8 white queen · a7 black pawn · b7 black pawn · b6 black king · c6 black knight · c5 black bishop · d5 black pawn · f4 white queen · e3 white queen · f3 white king · c2 black queen · f2 white pawn · b1 black queen · f1 white bishop · g1 white knight · h1 white rook | a8 black rook · c8 black bishop · g8 white queen · a7 black pawn · b7 black pawn · b6 black king · c6 black knight · c5 black bishop · d5 black pawn · f4 white queen · e3 white queen · f3 white king · c2 black queen · f2 white pawn · b1 black queen · f1 white bishop · g1 white knight · h1 white rook | a8 black rook · c8 black bishop · g8 white queen · a7 black pawn · b7 black pawn · b6 black king · c6 black knight · c5 black bishop · d5 black pawn · f4 white queen · e3 white queen · f3 white king · c2 black queen · f2 white pawn · b1 black queen · f1 white bishop · g1 white knight · h1 white rook | a8 black rook · c8 black bishop · g8 white queen · a7 black pawn · b7 black pawn · b6 black king · c6 black knight · c5 black bishop · d5 black pawn · f4 white queen · e3 white queen · f3 white king · c2 black queen · f2 white pawn · b1 black queen · f1 white bishop · g1 white knight · h1 white rook | a8 black rook · c8 black bishop · g8 white queen · a7 black pawn · b7 black pawn · b6 black king · c6 black knight · c5 black bishop · d5 black pawn · f4 white queen · e3 white queen · f3 white king · c2 black queen · f2 white pawn · b1 black queen · f1 white bishop · g1 white knight · h1 white rook | 5 |
| 4 | a8 black rook · c8 black bishop · g8 white queen · a7 black pawn · b7 black pawn · b6 black king · c6 black knight · c5 black bishop · d5 black pawn · f4 white queen · e3 white queen · f3 white king · c2 black queen · f2 white pawn · b1 black queen · f1 white bishop · g1 white knight · h1 white rook | a8 black rook · c8 black bishop · g8 white queen · a7 black pawn · b7 black pawn · b6 black king · c6 black knight · c5 black bishop · d5 black pawn · f4 white queen · e3 white queen · f3 white king · c2 black queen · f2 white pawn · b1 black queen · f1 white bishop · g1 white knight · h1 white rook | a8 black rook · c8 black bishop · g8 white queen · a7 black pawn · b7 black pawn · b6 black king · c6 black knight · c5 black bishop · d5 black pawn · f4 white queen · e3 white queen · f3 white king · c2 black queen · f2 white pawn · b1 black queen · f1 white bishop · g1 white knight · h1 white rook | a8 black rook · c8 black bishop · g8 white queen · a7 black pawn · b7 black pawn · b6 black king · c6 black knight · c5 black bishop · d5 black pawn · f4 white queen · e3 white queen · f3 white king · c2 black queen · f2 white pawn · b1 black queen · f1 white bishop · g1 white knight · h1 white rook | a8 black rook · c8 black bishop · g8 white queen · a7 black pawn · b7 black pawn · b6 black king · c6 black knight · c5 black bishop · d5 black pawn · f4 white queen · e3 white queen · f3 white king · c2 black queen · f2 white pawn · b1 black queen · f1 white bishop · g1 white knight · h1 white rook | a8 black rook · c8 black bishop · g8 white queen · a7 black pawn · b7 black pawn · b6 black king · c6 black knight · c5 black bishop · d5 black pawn · f4 white queen · e3 white queen · f3 white king · c2 black queen · f2 white pawn · b1 black queen · f1 white bishop · g1 white knight · h1 white rook | a8 black rook · c8 black bishop · g8 white queen · a7 black pawn · b7 black pawn · b6 black king · c6 black knight · c5 black bishop · d5 black pawn · f4 white queen · e3 white queen · f3 white king · c2 black queen · f2 white pawn · b1 black queen · f1 white bishop · g1 white knight · h1 white rook | a8 black rook · c8 black bishop · g8 white queen · a7 black pawn · b7 black pawn · b6 black king · c6 black knight · c5 black bishop · d5 black pawn · f4 white queen · e3 white queen · f3 white king · c2 black queen · f2 white pawn · b1 black queen · f1 white bishop · g1 white knight · h1 white rook | 4 |
| 3 | a8 black rook · c8 black bishop · g8 white queen · a7 black pawn · b7 black pawn · b6 black king · c6 black knight · c5 black bishop · d5 black pawn · f4 white queen · e3 white queen · f3 white king · c2 black queen · f2 white pawn · b1 black queen · f1 white bishop · g1 white knight · h1 white rook | a8 black rook · c8 black bishop · g8 white queen · a7 black pawn · b7 black pawn · b6 black king · c6 black knight · c5 black bishop · d5 black pawn · f4 white queen · e3 white queen · f3 white king · c2 black queen · f2 white pawn · b1 black queen · f1 white bishop · g1 white knight · h1 white rook | a8 black rook · c8 black bishop · g8 white queen · a7 black pawn · b7 black pawn · b6 black king · c6 black knight · c5 black bishop · d5 black pawn · f4 white queen · e3 white queen · f3 white king · c2 black queen · f2 white pawn · b1 black queen · f1 white bishop · g1 white knight · h1 white rook | a8 black rook · c8 black bishop · g8 white queen · a7 black pawn · b7 black pawn · b6 black king · c6 black knight · c5 black bishop · d5 black pawn · f4 white queen · e3 white queen · f3 white king · c2 black queen · f2 white pawn · b1 black queen · f1 white bishop · g1 white knight · h1 white rook | a8 black rook · c8 black bishop · g8 white queen · a7 black pawn · b7 black pawn · b6 black king · c6 black knight · c5 black bishop · d5 black pawn · f4 white queen · e3 white queen · f3 white king · c2 black queen · f2 white pawn · b1 black queen · f1 white bishop · g1 white knight · h1 white rook | a8 black rook · c8 black bishop · g8 white queen · a7 black pawn · b7 black pawn · b6 black king · c6 black knight · c5 black bishop · d5 black pawn · f4 white queen · e3 white queen · f3 white king · c2 black queen · f2 white pawn · b1 black queen · f1 white bishop · g1 white knight · h1 white rook | a8 black rook · c8 black bishop · g8 white queen · a7 black pawn · b7 black pawn · b6 black king · c6 black knight · c5 black bishop · d5 black pawn · f4 white queen · e3 white queen · f3 white king · c2 black queen · f2 white pawn · b1 black queen · f1 white bishop · g1 white knight · h1 white rook | a8 black rook · c8 black bishop · g8 white queen · a7 black pawn · b7 black pawn · b6 black king · c6 black knight · c5 black bishop · d5 black pawn · f4 white queen · e3 white queen · f3 white king · c2 black queen · f2 white pawn · b1 black queen · f1 white bishop · g1 white knight · h1 white rook | 3 |
| 2 | a8 black rook · c8 black bishop · g8 white queen · a7 black pawn · b7 black pawn · b6 black king · c6 black knight · c5 black bishop · d5 black pawn · f4 white queen · e3 white queen · f3 white king · c2 black queen · f2 white pawn · b1 black queen · f1 white bishop · g1 white knight · h1 white rook | a8 black rook · c8 black bishop · g8 white queen · a7 black pawn · b7 black pawn · b6 black king · c6 black knight · c5 black bishop · d5 black pawn · f4 white queen · e3 white queen · f3 white king · c2 black queen · f2 white pawn · b1 black queen · f1 white bishop · g1 white knight · h1 white rook | a8 black rook · c8 black bishop · g8 white queen · a7 black pawn · b7 black pawn · b6 black king · c6 black knight · c5 black bishop · d5 black pawn · f4 white queen · e3 white queen · f3 white king · c2 black queen · f2 white pawn · b1 black queen · f1 white bishop · g1 white knight · h1 white rook | a8 black rook · c8 black bishop · g8 white queen · a7 black pawn · b7 black pawn · b6 black king · c6 black knight · c5 black bishop · d5 black pawn · f4 white queen · e3 white queen · f3 white king · c2 black queen · f2 white pawn · b1 black queen · f1 white bishop · g1 white knight · h1 white rook | a8 black rook · c8 black bishop · g8 white queen · a7 black pawn · b7 black pawn · b6 black king · c6 black knight · c5 black bishop · d5 black pawn · f4 white queen · e3 white queen · f3 white king · c2 black queen · f2 white pawn · b1 black queen · f1 white bishop · g1 white knight · h1 white rook | a8 black rook · c8 black bishop · g8 white queen · a7 black pawn · b7 black pawn · b6 black king · c6 black knight · c5 black bishop · d5 black pawn · f4 white queen · e3 white queen · f3 white king · c2 black queen · f2 white pawn · b1 black queen · f1 white bishop · g1 white knight · h1 white rook | a8 black rook · c8 black bishop · g8 white queen · a7 black pawn · b7 black pawn · b6 black king · c6 black knight · c5 black bishop · d5 black pawn · f4 white queen · e3 white queen · f3 white king · c2 black queen · f2 white pawn · b1 black queen · f1 white bishop · g1 white knight · h1 white rook | a8 black rook · c8 black bishop · g8 white queen · a7 black pawn · b7 black pawn · b6 black king · c6 black knight · c5 black bishop · d5 black pawn · f4 white queen · e3 white queen · f3 white king · c2 black queen · f2 white pawn · b1 black queen · f1 white bishop · g1 white knight · h1 white rook | 2 |
| 1 | a8 black rook · c8 black bishop · g8 white queen · a7 black pawn · b7 black pawn · b6 black king · c6 black knight · c5 black bishop · d5 black pawn · f4 white queen · e3 white queen · f3 white king · c2 black queen · f2 white pawn · b1 black queen · f1 white bishop · g1 white knight · h1 white rook | a8 black rook · c8 black bishop · g8 white queen · a7 black pawn · b7 black pawn · b6 black king · c6 black knight · c5 black bishop · d5 black pawn · f4 white queen · e3 white queen · f3 white king · c2 black queen · f2 white pawn · b1 black queen · f1 white bishop · g1 white knight · h1 white rook | a8 black rook · c8 black bishop · g8 white queen · a7 black pawn · b7 black pawn · b6 black king · c6 black knight · c5 black bishop · d5 black pawn · f4 white queen · e3 white queen · f3 white king · c2 black queen · f2 white pawn · b1 black queen · f1 white bishop · g1 white knight · h1 white rook | a8 black rook · c8 black bishop · g8 white queen · a7 black pawn · b7 black pawn · b6 black king · c6 black knight · c5 black bishop · d5 black pawn · f4 white queen · e3 white queen · f3 white king · c2 black queen · f2 white pawn · b1 black queen · f1 white bishop · g1 white knight · h1 white rook | a8 black rook · c8 black bishop · g8 white queen · a7 black pawn · b7 black pawn · b6 black king · c6 black knight · c5 black bishop · d5 black pawn · f4 white queen · e3 white queen · f3 white king · c2 black queen · f2 white pawn · b1 black queen · f1 white bishop · g1 white knight · h1 white rook | a8 black rook · c8 black bishop · g8 white queen · a7 black pawn · b7 black pawn · b6 black king · c6 black knight · c5 black bishop · d5 black pawn · f4 white queen · e3 white queen · f3 white king · c2 black queen · f2 white pawn · b1 black queen · f1 white bishop · g1 white knight · h1 white rook | a8 black rook · c8 black bishop · g8 white queen · a7 black pawn · b7 black pawn · b6 black king · c6 black knight · c5 black bishop · d5 black pawn · f4 white queen · e3 white queen · f3 white king · c2 black queen · f2 white pawn · b1 black queen · f1 white bishop · g1 white knight · h1 white rook | a8 black rook · c8 black bishop · g8 white queen · a7 black pawn · b7 black pawn · b6 black king · c6 black knight · c5 black bishop · d5 black pawn · f4 white queen · e3 white queen · f3 white king · c2 black queen · f2 white pawn · b1 black queen · f1 white bishop · g1 white knight · h1 white rook | 1 |
|   | a | b | c | d | e | f | g | h |   |

Семјуел Решевски је писао да је Аљехин наводно „играо поједине партије против фиктивних противника, из којих је излазио као победник, а те партије су објављене у многим шаховским часописима”. У недавно објављеној књизи Енди Солтис наводи листу „Аљехинових петнаест побољшаних партија”. Свакако најпознатија из овог навода је партија са пет краљица у Москви из 1915. У стварној партији, где је Аљехин био црни и победио Григоријева, у једној од својих књига је представио варијацију „пет краљица” (почевши са потезом који црни не игра у стварној партији) као да је стварну партију добио бели играч (не спомиње се ко је који играч у овој верзији, нити да је партија играна на Московском турниру).
У позицији приказаној на дијаграму, до које није дошло у стварном мечу, Аљехин тврди да бели побеђује са 24. Тх6, као и након неких компликовања, црни је или матиран или улази у завршницу са краљицом мање. Неке недавне анализе показују да то није случај: ако бели заиста одигра 24. Тх6, црни може одговорити 24... Лг4! и бели не може форсирати напад за матирање. У каснијој компјутерској обради позиције, показује се да бели може форсирати мат, али само ако се промени Аљехинов навод на 20. потезу, где постоје само три краљице.
Шаховски историчар Едвард Винтер је детаљно истраживао наводну Аљехинову победу у петнаест потеза помоћу жртве краљице на турниру у Сабаделу 1945. Неке фотографије направљене током овог меча показују положаје појединих фигура током игре. Базирано на положајима фигура са ових фотографија, показало се да се партија никако није могла завршити на начин који је званично објављено. То је довело до сумње да је званична верзија и стварна. Чак и да је ова верзија заиста била лажна, нема сумње да је Аљехин био победник овог дуела, а такође нема ни доказа да је он сам био извор објављивања наводно лажне верзије.

### Аљехин и антисемитизам
Током Другог светског рата, Аљехин је учествовао на неколико турнира у Немачкој и на окупираним територијама, као и многи други јаки играчи из окупираних или неутралних земаља. Марта 1941, појављује се серија чланака са Аљехиновим именом у Паризер цајтунгу, новинама на немачком језику које је објављивала немачка окупациона управа. Између осталог, у овим чланцима се наводи да су Јевреји одувек имали талента за искоришћавање шаха, али да нису способни за шаховску креативност и уметност, хипермодерне теорије Нимцовича и Ретија се описују као „јефтина блефирања, створена ради срамног самопублицитета”, и да су оне прихваћене од стране „већине англо-јеврејских квазиинтелектуалаца”, а меч са Евеом из 1937. се описује као „победа над јеврејском завером”. Такође је Аљехиново име потписано на два интервјуа за шпанске новине из септембра 1941; у једном од њих је наводно рекао да је „аријевски шах, шах агресиван и креативан… са друге стране јеврејски се описује као прорачунат и базиран на идеји константне одбране”.
Готово одмах након ослобођења Париза, Аљехин даје изјаву да је „написао два чланка за поменуте новине пре него што су му Немци дали излазну визу, али да су оба чланка била искључиво стручна, али да су их нацисти накнадно преправили и унели у њих своја расна гледишта”. Он је написао барем још два демантија, у писму организаторима лондонског турнира 1946, и у својој постхумно објављеној књизи Legado. Наравно, сва три демантија су различито формулисана.
Опсежна истрага Кена Вајлда није дала уверљиве доказе о аутентичности чланака. Шаховски писац Жак Ле Моније је тврдио 1986. у часопису Европски шах, да је 1958. видео неке пронађене Аљехинове бележнице са оригиналним рукописом, и да се у њима налазио први антисемитски чланак штампан у поменутим новинама 18. марта 1941. Међутим, исти аутор у књизи 75 Аљехинових партија из 1973, каже: „Никада неће бити познато да ли је Аљехин заиста стајао иза дотичних чланака, или су они само били изманипулисани од стране уредника Паризер цајтунга”.
Винтер примећује да су у наведеним чланцима погрешно написана имена неких чувених шахиста, што би можда могао бити доказ о нацистичкој превари или Аљехиновом покушају да покаже сигнал да њихов садржај није и његово мишљење већ да је приморан да их напише на тај начин. Али то би, опет, могла бити само штампарска грешка или чињеница да је Аљехинов рукопис био тежак за читање. У једном чланку се (вероватно) нетачно тврди да је Лионел Кизерски био пољски Јеврејин, иако он (вероватно) није био ни Пољак ни Јеврејин. Винтер закључује: „Иако је, у овом тренутку, тешко наћи чврсто упориште за његову одбрану, само откриће чланака са оригиналним рукописом ће разрешити ствар изван сваке сумње”. Према актуелном закону о ауторском праву у Француској, Аљехинове бележнице се неће наћи у јавном власништву све до 1. јануара 2017.
Чињеница је да Аљехин у приватном животу и шаховској каријери није био антисемита. У јуну 1919, Чека га је ухапсила, био је затворен у Одеси и осуђен на смрт. Спасао га је Јаков Вилнер, јеврејски шахиста, пославши телеграм председнику украјинског Савета народних комесара, који је знао за Аљехина и наредио његово ослобађање. Такође је прихватио помоћ од Чарлса Јафеа у анализи и припремању меча за титулу првака са Капабланком. Јафе је био јеврејски шахиста настањен у Њујорку, где га је Аљехин често посећивао, и након освајања титуле и повратка у Њујорк, у знак захвалности је одиграо мини-меч са њим, без финансијске надокнаде. Аљехинов секундант 1935. за меч са Евеом је био Сало Ландау, холандски Јеврејин. Амерички Јеврејин Арнолд Денкер, познати велемајстор, писао је да је Аљехин увек био врло љубазан приликом мечева, консултација и заједничких анализа одређених мечева. Такође је писао да га је током раних 1930-их, када је економија била у кризи услед Велике депресије, неколико пута веома срдачно угостио у Њујорку. Према његовим наводима, у то време је Аљехин био убеђен да му је наредни ривал у борби за титулу амерички Јеврејин Исак Кашдан (што се ипак није десило). Током пролећа 1940, давао је у Паризу лекције талентованом четрнаестогодишњаку Жирарду Будовском, немачком Јеврејину. Коначно, Аљехинова четврта жена је била Грејс Вишард, америчка Јеврејка. Интересантно је да је госпођа Грејс освојила женски Шампионат града Париза у шаху 1944. године.

## Чувене партије
|   | a | b | c | d | e | f | g | h |   |
| 8 | a8 black rook · f8 black rook · h8 black king · c7 white rook · f7 white rook · g7 black pawn · a6 black bishop · e6 black pawn · f6 white knight · h6 black pawn · d5 black pawn · f5 black pawn · h5 white pawn · a4 black pawn · d4 white pawn · f4 white king · a3 white pawn · b3 black pawn · e3 white pawn · f3 white pawn · g3 white pawn · b2 white pawn | a8 black rook · f8 black rook · h8 black king · c7 white rook · f7 white rook · g7 black pawn · a6 black bishop · e6 black pawn · f6 white knight · h6 black pawn · d5 black pawn · f5 black pawn · h5 white pawn · a4 black pawn · d4 white pawn · f4 white king · a3 white pawn · b3 black pawn · e3 white pawn · f3 white pawn · g3 white pawn · b2 white pawn | a8 black rook · f8 black rook · h8 black king · c7 white rook · f7 white rook · g7 black pawn · a6 black bishop · e6 black pawn · f6 white knight · h6 black pawn · d5 black pawn · f5 black pawn · h5 white pawn · a4 black pawn · d4 white pawn · f4 white king · a3 white pawn · b3 black pawn · e3 white pawn · f3 white pawn · g3 white pawn · b2 white pawn | a8 black rook · f8 black rook · h8 black king · c7 white rook · f7 white rook · g7 black pawn · a6 black bishop · e6 black pawn · f6 white knight · h6 black pawn · d5 black pawn · f5 black pawn · h5 white pawn · a4 black pawn · d4 white pawn · f4 white king · a3 white pawn · b3 black pawn · e3 white pawn · f3 white pawn · g3 white pawn · b2 white pawn | a8 black rook · f8 black rook · h8 black king · c7 white rook · f7 white rook · g7 black pawn · a6 black bishop · e6 black pawn · f6 white knight · h6 black pawn · d5 black pawn · f5 black pawn · h5 white pawn · a4 black pawn · d4 white pawn · f4 white king · a3 white pawn · b3 black pawn · e3 white pawn · f3 white pawn · g3 white pawn · b2 white pawn | a8 black rook · f8 black rook · h8 black king · c7 white rook · f7 white rook · g7 black pawn · a6 black bishop · e6 black pawn · f6 white knight · h6 black pawn · d5 black pawn · f5 black pawn · h5 white pawn · a4 black pawn · d4 white pawn · f4 white king · a3 white pawn · b3 black pawn · e3 white pawn · f3 white pawn · g3 white pawn · b2 white pawn | a8 black rook · f8 black rook · h8 black king · c7 white rook · f7 white rook · g7 black pawn · a6 black bishop · e6 black pawn · f6 white knight · h6 black pawn · d5 black pawn · f5 black pawn · h5 white pawn · a4 black pawn · d4 white pawn · f4 white king · a3 white pawn · b3 black pawn · e3 white pawn · f3 white pawn · g3 white pawn · b2 white pawn | a8 black rook · f8 black rook · h8 black king · c7 white rook · f7 white rook · g7 black pawn · a6 black bishop · e6 black pawn · f6 white knight · h6 black pawn · d5 black pawn · f5 black pawn · h5 white pawn · a4 black pawn · d4 white pawn · f4 white king · a3 white pawn · b3 black pawn · e3 white pawn · f3 white pawn · g3 white pawn · b2 white pawn | 8 |
| 7 | a8 black rook · f8 black rook · h8 black king · c7 white rook · f7 white rook · g7 black pawn · a6 black bishop · e6 black pawn · f6 white knight · h6 black pawn · d5 black pawn · f5 black pawn · h5 white pawn · a4 black pawn · d4 white pawn · f4 white king · a3 white pawn · b3 black pawn · e3 white pawn · f3 white pawn · g3 white pawn · b2 white pawn | a8 black rook · f8 black rook · h8 black king · c7 white rook · f7 white rook · g7 black pawn · a6 black bishop · e6 black pawn · f6 white knight · h6 black pawn · d5 black pawn · f5 black pawn · h5 white pawn · a4 black pawn · d4 white pawn · f4 white king · a3 white pawn · b3 black pawn · e3 white pawn · f3 white pawn · g3 white pawn · b2 white pawn | a8 black rook · f8 black rook · h8 black king · c7 white rook · f7 white rook · g7 black pawn · a6 black bishop · e6 black pawn · f6 white knight · h6 black pawn · d5 black pawn · f5 black pawn · h5 white pawn · a4 black pawn · d4 white pawn · f4 white king · a3 white pawn · b3 black pawn · e3 white pawn · f3 white pawn · g3 white pawn · b2 white pawn | a8 black rook · f8 black rook · h8 black king · c7 white rook · f7 white rook · g7 black pawn · a6 black bishop · e6 black pawn · f6 white knight · h6 black pawn · d5 black pawn · f5 black pawn · h5 white pawn · a4 black pawn · d4 white pawn · f4 white king · a3 white pawn · b3 black pawn · e3 white pawn · f3 white pawn · g3 white pawn · b2 white pawn | a8 black rook · f8 black rook · h8 black king · c7 white rook · f7 white rook · g7 black pawn · a6 black bishop · e6 black pawn · f6 white knight · h6 black pawn · d5 black pawn · f5 black pawn · h5 white pawn · a4 black pawn · d4 white pawn · f4 white king · a3 white pawn · b3 black pawn · e3 white pawn · f3 white pawn · g3 white pawn · b2 white pawn | a8 black rook · f8 black rook · h8 black king · c7 white rook · f7 white rook · g7 black pawn · a6 black bishop · e6 black pawn · f6 white knight · h6 black pawn · d5 black pawn · f5 black pawn · h5 white pawn · a4 black pawn · d4 white pawn · f4 white king · a3 white pawn · b3 black pawn · e3 white pawn · f3 white pawn · g3 white pawn · b2 white pawn | a8 black rook · f8 black rook · h8 black king · c7 white rook · f7 white rook · g7 black pawn · a6 black bishop · e6 black pawn · f6 white knight · h6 black pawn · d5 black pawn · f5 black pawn · h5 white pawn · a4 black pawn · d4 white pawn · f4 white king · a3 white pawn · b3 black pawn · e3 white pawn · f3 white pawn · g3 white pawn · b2 white pawn | a8 black rook · f8 black rook · h8 black king · c7 white rook · f7 white rook · g7 black pawn · a6 black bishop · e6 black pawn · f6 white knight · h6 black pawn · d5 black pawn · f5 black pawn · h5 white pawn · a4 black pawn · d4 white pawn · f4 white king · a3 white pawn · b3 black pawn · e3 white pawn · f3 white pawn · g3 white pawn · b2 white pawn | 7 |
| 6 | a8 black rook · f8 black rook · h8 black king · c7 white rook · f7 white rook · g7 black pawn · a6 black bishop · e6 black pawn · f6 white knight · h6 black pawn · d5 black pawn · f5 black pawn · h5 white pawn · a4 black pawn · d4 white pawn · f4 white king · a3 white pawn · b3 black pawn · e3 white pawn · f3 white pawn · g3 white pawn · b2 white pawn | a8 black rook · f8 black rook · h8 black king · c7 white rook · f7 white rook · g7 black pawn · a6 black bishop · e6 black pawn · f6 white knight · h6 black pawn · d5 black pawn · f5 black pawn · h5 white pawn · a4 black pawn · d4 white pawn · f4 white king · a3 white pawn · b3 black pawn · e3 white pawn · f3 white pawn · g3 white pawn · b2 white pawn | a8 black rook · f8 black rook · h8 black king · c7 white rook · f7 white rook · g7 black pawn · a6 black bishop · e6 black pawn · f6 white knight · h6 black pawn · d5 black pawn · f5 black pawn · h5 white pawn · a4 black pawn · d4 white pawn · f4 white king · a3 white pawn · b3 black pawn · e3 white pawn · f3 white pawn · g3 white pawn · b2 white pawn | a8 black rook · f8 black rook · h8 black king · c7 white rook · f7 white rook · g7 black pawn · a6 black bishop · e6 black pawn · f6 white knight · h6 black pawn · d5 black pawn · f5 black pawn · h5 white pawn · a4 black pawn · d4 white pawn · f4 white king · a3 white pawn · b3 black pawn · e3 white pawn · f3 white pawn · g3 white pawn · b2 white pawn | a8 black rook · f8 black rook · h8 black king · c7 white rook · f7 white rook · g7 black pawn · a6 black bishop · e6 black pawn · f6 white knight · h6 black pawn · d5 black pawn · f5 black pawn · h5 white pawn · a4 black pawn · d4 white pawn · f4 white king · a3 white pawn · b3 black pawn · e3 white pawn · f3 white pawn · g3 white pawn · b2 white pawn | a8 black rook · f8 black rook · h8 black king · c7 white rook · f7 white rook · g7 black pawn · a6 black bishop · e6 black pawn · f6 white knight · h6 black pawn · d5 black pawn · f5 black pawn · h5 white pawn · a4 black pawn · d4 white pawn · f4 white king · a3 white pawn · b3 black pawn · e3 white pawn · f3 white pawn · g3 white pawn · b2 white pawn | a8 black rook · f8 black rook · h8 black king · c7 white rook · f7 white rook · g7 black pawn · a6 black bishop · e6 black pawn · f6 white knight · h6 black pawn · d5 black pawn · f5 black pawn · h5 white pawn · a4 black pawn · d4 white pawn · f4 white king · a3 white pawn · b3 black pawn · e3 white pawn · f3 white pawn · g3 white pawn · b2 white pawn | a8 black rook · f8 black rook · h8 black king · c7 white rook · f7 white rook · g7 black pawn · a6 black bishop · e6 black pawn · f6 white knight · h6 black pawn · d5 black pawn · f5 black pawn · h5 white pawn · a4 black pawn · d4 white pawn · f4 white king · a3 white pawn · b3 black pawn · e3 white pawn · f3 white pawn · g3 white pawn · b2 white pawn | 6 |
| 5 | a8 black rook · f8 black rook · h8 black king · c7 white rook · f7 white rook · g7 black pawn · a6 black bishop · e6 black pawn · f6 white knight · h6 black pawn · d5 black pawn · f5 black pawn · h5 white pawn · a4 black pawn · d4 white pawn · f4 white king · a3 white pawn · b3 black pawn · e3 white pawn · f3 white pawn · g3 white pawn · b2 white pawn | a8 black rook · f8 black rook · h8 black king · c7 white rook · f7 white rook · g7 black pawn · a6 black bishop · e6 black pawn · f6 white knight · h6 black pawn · d5 black pawn · f5 black pawn · h5 white pawn · a4 black pawn · d4 white pawn · f4 white king · a3 white pawn · b3 black pawn · e3 white pawn · f3 white pawn · g3 white pawn · b2 white pawn | a8 black rook · f8 black rook · h8 black king · c7 white rook · f7 white rook · g7 black pawn · a6 black bishop · e6 black pawn · f6 white knight · h6 black pawn · d5 black pawn · f5 black pawn · h5 white pawn · a4 black pawn · d4 white pawn · f4 white king · a3 white pawn · b3 black pawn · e3 white pawn · f3 white pawn · g3 white pawn · b2 white pawn | a8 black rook · f8 black rook · h8 black king · c7 white rook · f7 white rook · g7 black pawn · a6 black bishop · e6 black pawn · f6 white knight · h6 black pawn · d5 black pawn · f5 black pawn · h5 white pawn · a4 black pawn · d4 white pawn · f4 white king · a3 white pawn · b3 black pawn · e3 white pawn · f3 white pawn · g3 white pawn · b2 white pawn | a8 black rook · f8 black rook · h8 black king · c7 white rook · f7 white rook · g7 black pawn · a6 black bishop · e6 black pawn · f6 white knight · h6 black pawn · d5 black pawn · f5 black pawn · h5 white pawn · a4 black pawn · d4 white pawn · f4 white king · a3 white pawn · b3 black pawn · e3 white pawn · f3 white pawn · g3 white pawn · b2 white pawn | a8 black rook · f8 black rook · h8 black king · c7 white rook · f7 white rook · g7 black pawn · a6 black bishop · e6 black pawn · f6 white knight · h6 black pawn · d5 black pawn · f5 black pawn · h5 white pawn · a4 black pawn · d4 white pawn · f4 white king · a3 white pawn · b3 black pawn · e3 white pawn · f3 white pawn · g3 white pawn · b2 white pawn | a8 black rook · f8 black rook · h8 black king · c7 white rook · f7 white rook · g7 black pawn · a6 black bishop · e6 black pawn · f6 white knight · h6 black pawn · d5 black pawn · f5 black pawn · h5 white pawn · a4 black pawn · d4 white pawn · f4 white king · a3 white pawn · b3 black pawn · e3 white pawn · f3 white pawn · g3 white pawn · b2 white pawn | a8 black rook · f8 black rook · h8 black king · c7 white rook · f7 white rook · g7 black pawn · a6 black bishop · e6 black pawn · f6 white knight · h6 black pawn · d5 black pawn · f5 black pawn · h5 white pawn · a4 black pawn · d4 white pawn · f4 white king · a3 white pawn · b3 black pawn · e3 white pawn · f3 white pawn · g3 white pawn · b2 white pawn | 5 |
| 4 | a8 black rook · f8 black rook · h8 black king · c7 white rook · f7 white rook · g7 black pawn · a6 black bishop · e6 black pawn · f6 white knight · h6 black pawn · d5 black pawn · f5 black pawn · h5 white pawn · a4 black pawn · d4 white pawn · f4 white king · a3 white pawn · b3 black pawn · e3 white pawn · f3 white pawn · g3 white pawn · b2 white pawn | a8 black rook · f8 black rook · h8 black king · c7 white rook · f7 white rook · g7 black pawn · a6 black bishop · e6 black pawn · f6 white knight · h6 black pawn · d5 black pawn · f5 black pawn · h5 white pawn · a4 black pawn · d4 white pawn · f4 white king · a3 white pawn · b3 black pawn · e3 white pawn · f3 white pawn · g3 white pawn · b2 white pawn | a8 black rook · f8 black rook · h8 black king · c7 white rook · f7 white rook · g7 black pawn · a6 black bishop · e6 black pawn · f6 white knight · h6 black pawn · d5 black pawn · f5 black pawn · h5 white pawn · a4 black pawn · d4 white pawn · f4 white king · a3 white pawn · b3 black pawn · e3 white pawn · f3 white pawn · g3 white pawn · b2 white pawn | a8 black rook · f8 black rook · h8 black king · c7 white rook · f7 white rook · g7 black pawn · a6 black bishop · e6 black pawn · f6 white knight · h6 black pawn · d5 black pawn · f5 black pawn · h5 white pawn · a4 black pawn · d4 white pawn · f4 white king · a3 white pawn · b3 black pawn · e3 white pawn · f3 white pawn · g3 white pawn · b2 white pawn | a8 black rook · f8 black rook · h8 black king · c7 white rook · f7 white rook · g7 black pawn · a6 black bishop · e6 black pawn · f6 white knight · h6 black pawn · d5 black pawn · f5 black pawn · h5 white pawn · a4 black pawn · d4 white pawn · f4 white king · a3 white pawn · b3 black pawn · e3 white pawn · f3 white pawn · g3 white pawn · b2 white pawn | a8 black rook · f8 black rook · h8 black king · c7 white rook · f7 white rook · g7 black pawn · a6 black bishop · e6 black pawn · f6 white knight · h6 black pawn · d5 black pawn · f5 black pawn · h5 white pawn · a4 black pawn · d4 white pawn · f4 white king · a3 white pawn · b3 black pawn · e3 white pawn · f3 white pawn · g3 white pawn · b2 white pawn | a8 black rook · f8 black rook · h8 black king · c7 white rook · f7 white rook · g7 black pawn · a6 black bishop · e6 black pawn · f6 white knight · h6 black pawn · d5 black pawn · f5 black pawn · h5 white pawn · a4 black pawn · d4 white pawn · f4 white king · a3 white pawn · b3 black pawn · e3 white pawn · f3 white pawn · g3 white pawn · b2 white pawn | a8 black rook · f8 black rook · h8 black king · c7 white rook · f7 white rook · g7 black pawn · a6 black bishop · e6 black pawn · f6 white knight · h6 black pawn · d5 black pawn · f5 black pawn · h5 white pawn · a4 black pawn · d4 white pawn · f4 white king · a3 white pawn · b3 black pawn · e3 white pawn · f3 white pawn · g3 white pawn · b2 white pawn | 4 |
| 3 | a8 black rook · f8 black rook · h8 black king · c7 white rook · f7 white rook · g7 black pawn · a6 black bishop · e6 black pawn · f6 white knight · h6 black pawn · d5 black pawn · f5 black pawn · h5 white pawn · a4 black pawn · d4 white pawn · f4 white king · a3 white pawn · b3 black pawn · e3 white pawn · f3 white pawn · g3 white pawn · b2 white pawn | a8 black rook · f8 black rook · h8 black king · c7 white rook · f7 white rook · g7 black pawn · a6 black bishop · e6 black pawn · f6 white knight · h6 black pawn · d5 black pawn · f5 black pawn · h5 white pawn · a4 black pawn · d4 white pawn · f4 white king · a3 white pawn · b3 black pawn · e3 white pawn · f3 white pawn · g3 white pawn · b2 white pawn | a8 black rook · f8 black rook · h8 black king · c7 white rook · f7 white rook · g7 black pawn · a6 black bishop · e6 black pawn · f6 white knight · h6 black pawn · d5 black pawn · f5 black pawn · h5 white pawn · a4 black pawn · d4 white pawn · f4 white king · a3 white pawn · b3 black pawn · e3 white pawn · f3 white pawn · g3 white pawn · b2 white pawn | a8 black rook · f8 black rook · h8 black king · c7 white rook · f7 white rook · g7 black pawn · a6 black bishop · e6 black pawn · f6 white knight · h6 black pawn · d5 black pawn · f5 black pawn · h5 white pawn · a4 black pawn · d4 white pawn · f4 white king · a3 white pawn · b3 black pawn · e3 white pawn · f3 white pawn · g3 white pawn · b2 white pawn | a8 black rook · f8 black rook · h8 black king · c7 white rook · f7 white rook · g7 black pawn · a6 black bishop · e6 black pawn · f6 white knight · h6 black pawn · d5 black pawn · f5 black pawn · h5 white pawn · a4 black pawn · d4 white pawn · f4 white king · a3 white pawn · b3 black pawn · e3 white pawn · f3 white pawn · g3 white pawn · b2 white pawn | a8 black rook · f8 black rook · h8 black king · c7 white rook · f7 white rook · g7 black pawn · a6 black bishop · e6 black pawn · f6 white knight · h6 black pawn · d5 black pawn · f5 black pawn · h5 white pawn · a4 black pawn · d4 white pawn · f4 white king · a3 white pawn · b3 black pawn · e3 white pawn · f3 white pawn · g3 white pawn · b2 white pawn | a8 black rook · f8 black rook · h8 black king · c7 white rook · f7 white rook · g7 black pawn · a6 black bishop · e6 black pawn · f6 white knight · h6 black pawn · d5 black pawn · f5 black pawn · h5 white pawn · a4 black pawn · d4 white pawn · f4 white king · a3 white pawn · b3 black pawn · e3 white pawn · f3 white pawn · g3 white pawn · b2 white pawn | a8 black rook · f8 black rook · h8 black king · c7 white rook · f7 white rook · g7 black pawn · a6 black bishop · e6 black pawn · f6 white knight · h6 black pawn · d5 black pawn · f5 black pawn · h5 white pawn · a4 black pawn · d4 white pawn · f4 white king · a3 white pawn · b3 black pawn · e3 white pawn · f3 white pawn · g3 white pawn · b2 white pawn | 3 |
| 2 | a8 black rook · f8 black rook · h8 black king · c7 white rook · f7 white rook · g7 black pawn · a6 black bishop · e6 black pawn · f6 white knight · h6 black pawn · d5 black pawn · f5 black pawn · h5 white pawn · a4 black pawn · d4 white pawn · f4 white king · a3 white pawn · b3 black pawn · e3 white pawn · f3 white pawn · g3 white pawn · b2 white pawn | a8 black rook · f8 black rook · h8 black king · c7 white rook · f7 white rook · g7 black pawn · a6 black bishop · e6 black pawn · f6 white knight · h6 black pawn · d5 black pawn · f5 black pawn · h5 white pawn · a4 black pawn · d4 white pawn · f4 white king · a3 white pawn · b3 black pawn · e3 white pawn · f3 white pawn · g3 white pawn · b2 white pawn | a8 black rook · f8 black rook · h8 black king · c7 white rook · f7 white rook · g7 black pawn · a6 black bishop · e6 black pawn · f6 white knight · h6 black pawn · d5 black pawn · f5 black pawn · h5 white pawn · a4 black pawn · d4 white pawn · f4 white king · a3 white pawn · b3 black pawn · e3 white pawn · f3 white pawn · g3 white pawn · b2 white pawn | a8 black rook · f8 black rook · h8 black king · c7 white rook · f7 white rook · g7 black pawn · a6 black bishop · e6 black pawn · f6 white knight · h6 black pawn · d5 black pawn · f5 black pawn · h5 white pawn · a4 black pawn · d4 white pawn · f4 white king · a3 white pawn · b3 black pawn · e3 white pawn · f3 white pawn · g3 white pawn · b2 white pawn | a8 black rook · f8 black rook · h8 black king · c7 white rook · f7 white rook · g7 black pawn · a6 black bishop · e6 black pawn · f6 white knight · h6 black pawn · d5 black pawn · f5 black pawn · h5 white pawn · a4 black pawn · d4 white pawn · f4 white king · a3 white pawn · b3 black pawn · e3 white pawn · f3 white pawn · g3 white pawn · b2 white pawn | a8 black rook · f8 black rook · h8 black king · c7 white rook · f7 white rook · g7 black pawn · a6 black bishop · e6 black pawn · f6 white knight · h6 black pawn · d5 black pawn · f5 black pawn · h5 white pawn · a4 black pawn · d4 white pawn · f4 white king · a3 white pawn · b3 black pawn · e3 white pawn · f3 white pawn · g3 white pawn · b2 white pawn | a8 black rook · f8 black rook · h8 black king · c7 white rook · f7 white rook · g7 black pawn · a6 black bishop · e6 black pawn · f6 white knight · h6 black pawn · d5 black pawn · f5 black pawn · h5 white pawn · a4 black pawn · d4 white pawn · f4 white king · a3 white pawn · b3 black pawn · e3 white pawn · f3 white pawn · g3 white pawn · b2 white pawn | a8 black rook · f8 black rook · h8 black king · c7 white rook · f7 white rook · g7 black pawn · a6 black bishop · e6 black pawn · f6 white knight · h6 black pawn · d5 black pawn · f5 black pawn · h5 white pawn · a4 black pawn · d4 white pawn · f4 white king · a3 white pawn · b3 black pawn · e3 white pawn · f3 white pawn · g3 white pawn · b2 white pawn | 2 |
| 1 | a8 black rook · f8 black rook · h8 black king · c7 white rook · f7 white rook · g7 black pawn · a6 black bishop · e6 black pawn · f6 white knight · h6 black pawn · d5 black pawn · f5 black pawn · h5 white pawn · a4 black pawn · d4 white pawn · f4 white king · a3 white pawn · b3 black pawn · e3 white pawn · f3 white pawn · g3 white pawn · b2 white pawn | a8 black rook · f8 black rook · h8 black king · c7 white rook · f7 white rook · g7 black pawn · a6 black bishop · e6 black pawn · f6 white knight · h6 black pawn · d5 black pawn · f5 black pawn · h5 white pawn · a4 black pawn · d4 white pawn · f4 white king · a3 white pawn · b3 black pawn · e3 white pawn · f3 white pawn · g3 white pawn · b2 white pawn | a8 black rook · f8 black rook · h8 black king · c7 white rook · f7 white rook · g7 black pawn · a6 black bishop · e6 black pawn · f6 white knight · h6 black pawn · d5 black pawn · f5 black pawn · h5 white pawn · a4 black pawn · d4 white pawn · f4 white king · a3 white pawn · b3 black pawn · e3 white pawn · f3 white pawn · g3 white pawn · b2 white pawn | a8 black rook · f8 black rook · h8 black king · c7 white rook · f7 white rook · g7 black pawn · a6 black bishop · e6 black pawn · f6 white knight · h6 black pawn · d5 black pawn · f5 black pawn · h5 white pawn · a4 black pawn · d4 white pawn · f4 white king · a3 white pawn · b3 black pawn · e3 white pawn · f3 white pawn · g3 white pawn · b2 white pawn | a8 black rook · f8 black rook · h8 black king · c7 white rook · f7 white rook · g7 black pawn · a6 black bishop · e6 black pawn · f6 white knight · h6 black pawn · d5 black pawn · f5 black pawn · h5 white pawn · a4 black pawn · d4 white pawn · f4 white king · a3 white pawn · b3 black pawn · e3 white pawn · f3 white pawn · g3 white pawn · b2 white pawn | a8 black rook · f8 black rook · h8 black king · c7 white rook · f7 white rook · g7 black pawn · a6 black bishop · e6 black pawn · f6 white knight · h6 black pawn · d5 black pawn · f5 black pawn · h5 white pawn · a4 black pawn · d4 white pawn · f4 white king · a3 white pawn · b3 black pawn · e3 white pawn · f3 white pawn · g3 white pawn · b2 white pawn | a8 black rook · f8 black rook · h8 black king · c7 white rook · f7 white rook · g7 black pawn · a6 black bishop · e6 black pawn · f6 white knight · h6 black pawn · d5 black pawn · f5 black pawn · h5 white pawn · a4 black pawn · d4 white pawn · f4 white king · a3 white pawn · b3 black pawn · e3 white pawn · f3 white pawn · g3 white pawn · b2 white pawn | a8 black rook · f8 black rook · h8 black king · c7 white rook · f7 white rook · g7 black pawn · a6 black bishop · e6 black pawn · f6 white knight · h6 black pawn · d5 black pawn · f5 black pawn · h5 white pawn · a4 black pawn · d4 white pawn · f4 white king · a3 white pawn · b3 black pawn · e3 white pawn · f3 white pawn · g3 white pawn · b2 white pawn | 1 |
|   | a | b | c | d | e | f | g | h |   |

- Аљехин—Јејтс, Лондон 1922, одбијени дамин гамбит: ортодоксна одбрана. Главна линија (D64) 1-0 Аљехин изводи ефективан напад у завршници, уз изузетно активну улогу краља.
- Богољубов—Аљехин, Хејстингс 1922, холандска одбрана, класична варијанта, 0-1 Једна од најлепших партија икада играних, по оцени бројних стручњака. Одликују је поједине невероватно дубоке и маштовите варијације у припреми промоције црног пешака.
- Грунефелд—Аљехин, Карлсбад 1923, одбијени дамин гамбит: ортодоксна одбрана. Рубинштајнов напад (D64), 0-1 Бели не прави позиционе грешке, али због спорог развоја фигура црни преузима иницијативу и заузима центар. Грунефелд очајнички покушава ослободити позицију, али је потпуно сломљен серијом јаких аљехинових жртава.
- Рети—Аљехин, Баден Баден 1925, мађарско отварање: обрнута Аљехинова одбрана (A00), 0-1 Тактички комплексна позиција у којој Аљехин изводи комбинацију од 12 потеза којом осваја скакача.
- Капабланка—Аљехин, меч за титулу светског првака, Буенос Ајрес 1927, одбијени дамин гамбит (D52), 0-1 Партија се завршава занимљивом позицијом са 4 краљице на табли.
- Аљехин—Нимцович, Сан Ремо 1930, француска одбрана, Винаверова варијанта (C17), 1-0 Једна од најкраћих партија завршена цугцвангом; до 26. потеза црни је стратешки изгубљен и нема доброг потеза; ова партија изродила је и термин „Аљехинова пушка” за формацију у којој дама стоји у линији иза топова.
- Шталберг—Аљехин, Хамбург 1930, 3. шаховска олимпијада, Нимцо-индијска одбрана, Шпилманова варијанта, 0-1 Прва награда за најлепшу партију такмичења.
- Аљехин—Ласкер, Цирих 1934, одбијени дамин гамбит, ортодоксна одбрана, линија Лд3 (D67), 1-0 Кратка партија завршена жртвом краљице. Након ове партије Ласкер је изјавио: „Аљехиновом нападачком генију нема равног у историји игре”.
- Еве—Аљехин, меч за титулу светског првака, 4. партија, Хаг 1935, Гринфелдова одбрана, руска варијанта, 0-1 Аљехин жртвује оба топа, али заробљава Евеовог краља на средини табле, узима му краљицу и елегантно завршава партију.